# Money in the Bank

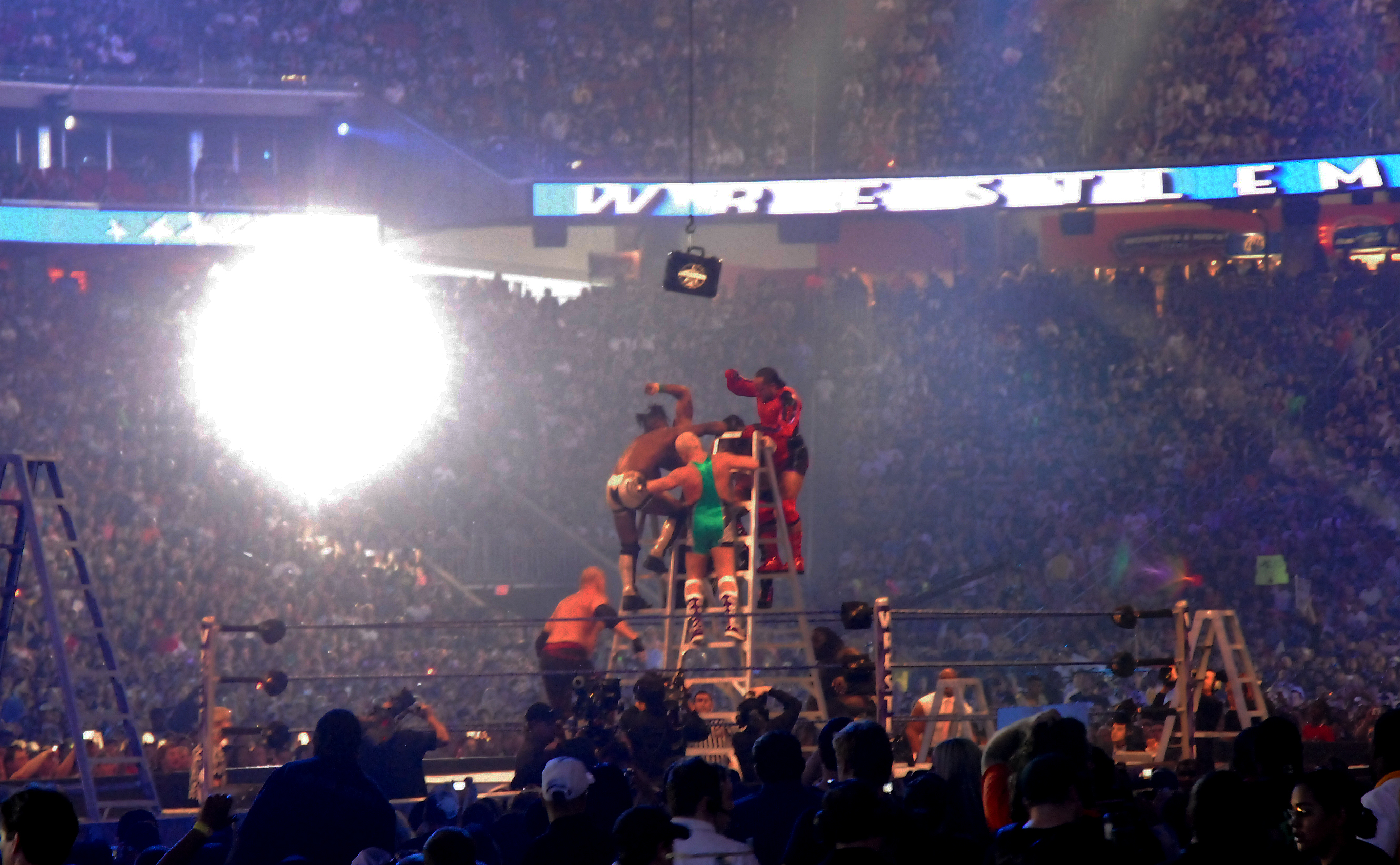
La lucha Money in the Bank de 2009 tuvo lugar en WrestleMania XXV.

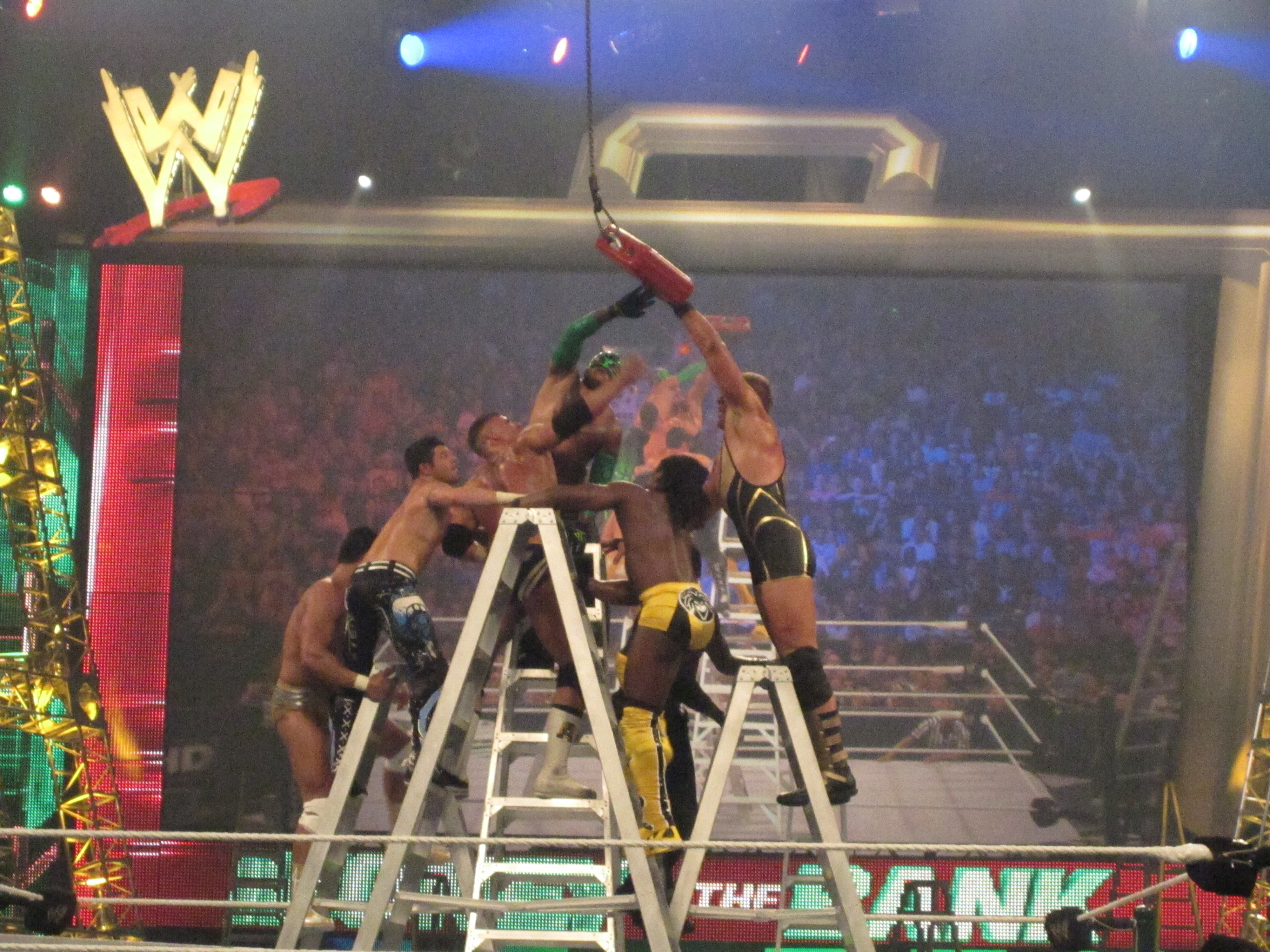
La lucha Money in the Bank de Raw en Money in the Bank 2011.

El Money in the Bank Ladder Match es un tipo de combate que se realiza en la WWE. Es un Ladder match normal entre cinco a diez participantes, que tiene como estipulación principal el objetivo de descolgar un maletín que se suspende 20 pies por encima del ring. El maletín contiene un contrato que garantiza una pelea por uno de los campeonatos máximos de la empresa (Undisputed WWE Championship, World Heavyweight Championship, WWE Women's Championship y Women's World Championship). 
El contrato tiene un plazo de validez de aproximadamente un año, hasta el siguiente torneo, y quien lo posea (apodado Mr. Money in the Bank o Ms. Money in the Bank) puede aparecer en cualquier programa o PPV y hacer efectivo el contrato en la fecha, lugar y hora de su preferencia, antes, después o en medio de un combate. El maletín también puede ser defendido, de forma similar a como se defienden campeonatos, aunque actualmente es poco común.
Todos los titulares del maletín lo han defendido y cobrado con éxito, a excepción de Mr. Kennedy y Otis (quienes perdieron el maletín contra Edge y The Miz, respectivamente, antes de que pudieran hacerlo efectivo), John Cena, que cobró su maletín por el Campeonato de la WWE pero no consiguió el cinturón debido a que ganó el combate por descalificación, Damien Sandow y Baron Corbin, quienes cobraron su maletín por el Campeonato Mundial Peso Pesado y el Campeonato de la WWE, respectivamente, pero ambos perdieron sus combates por pinfall y Braun Strowman que cobró su maletín por el Campeonato Universal de la WWE y el combate terminó sin resultado.
La primera lucha se disputó en 2005 en el evento WrestleMania 21 y fue exclusivo de la marca Raw. Desde el inicio de este tipo de lucha, cinco más se han realizado anualmente en WrestleMania, siendo todas las luchas posteriores interpromocionales. En julio de 2010, se llevó a cabo el evento Money in the Bank, en donde se disputaron dos de estas luchas: una para Raw y otra para SmackDown, en donde a diferencia del maletín de WrestleMania (que da una oportunidad por cualquier título mundial de la empresa) estos maletines solo permiten optar por el título mundial de su marca específica. A partir de 2014, debido a la unificación de los Campeonatos Mundiales, también se redujo el número de maletines a uno por torneo.
En 2017 se llevó a cabo el primer Ms. Money in the Bank Ladder Match, siendo la primera lucha en esta estipulación disputada entre mujeres, Carmella fue la ganadora de dicho contrato haciéndolo efectivo casi un año después, al derrotar a Charlotte Flair y así obtener él SmackDown Women's Championship.

## Historia

### 2005

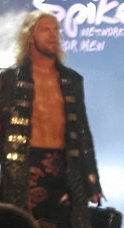
Edge, quien fue el primer ganador del Money in the Bank.

El creador de este tipo de lucha es Chris Jericho, quien ideó este tipo de combate. Jericho se lo propuso a la empresa y decidieron celebrarlo en WrestleMania 21 como un evento para luchadores de Raw. En pantalla, fue Jericho quien se lo propuso a Eric Bischoff quien decidió que los participantes fueran Christian, Chris Benoit, Edge, Shelton Benjamin, Kane y el propio Jericho. Edge ganó la lucha luego de descolgar el maletín y lo retuvo durante 280 días, reteniéndolo en Backlash ante Chris Benoit y ante Matt Hardy en Raw Homecoming. Canjeó el maletín el 8 de enero del 2006, en el evento New Year's Revolution, venciendo fácilmente a John Cena, quien minutos antes había retenido su Campeonato de la WWE, en una Elimination Chamber Match, siendo declarado ganador del combate y nuevo campeón. Este título solo lo retuvo 21 días, siendo después recuperado por Cena en una revancha.

### 2006
Al año siguiente, fue Carlito quien propuso hacer esa lucha de nuevo, esta vez, combinando a elementos de Raw y SmackDown!, además de añadirse luchas clasificatorias para determinar a los participantes. Estos fueron: Rob Van Dam (al vencer a Trevor Murdoch), Shelton Benjamin (al vencer a Chavo Guerrero) y Ric Flair (al vencer a Carlito) por parte de la marca roja y Finlay (al vencer a Bobby Lashley), Matt Hardy (al vencer a Road Warrior Animal) y Bobby Lashley (al ganar una Battle Royal), representando a la marca azul. En WrestleMania 22, Van Dam ganó el maletín, luego de empujar a Hardy y a Benjamin de la escalera. Retuvo el maletín durante cuatro meses, incluyendo una exitosa defensa al mes siguiente en Backlash ante Benjamin, adjudicándose también el Campeonato Intercontinental de este último, en una lucha donde también el maletín de Van Dam estaba de por medio.
En mayo, Van Dam anunció que canjearía el contrato en el evento One Night Stand por el Campeonato de la WWE de John Cena; en el combate, lo derrotó en un "Extreme Rules Match" luego de una "Five-Star Frog Splash", la cual se vio precedida por una "Spear" de Edge (quien interfirió durante la lucha), ganando el campeonato y llevándolo por primera y única vez a la, entonces nueva marca, ECW. Poco después, Van Dam perdió su cinturón ante Edge en una "Triple Threat Match" en RAW, donde también estaba involucrado Cena.

### 2007

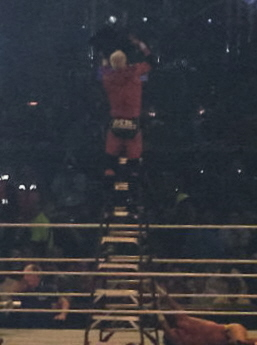
Kennedy en WrestleMania 23, ganando el Money in the Bank.

La tercera lucha "Money in the Bank" se celebró en WrestleMania 23, y fue el primero con ocho participantes de las tres marcas Raw, Smackdown! y la debutante ECW. De nuevo, hubo luchas clasificatorias, consiguiendo su puesto en la lucha, tras derrotar a sus rivales: Edge (Rob Van Dam), CM Punk (Johnny Nitro), King Booker (Kane), Jeff Hardy (Shelton Benjamin), Mr. Kennedy (Sabu), Matt Hardy (Joey Mercury), Finlay (Chris Benoit y MVP) y Randy Orton (Carlito y Ric Flair). Kennedy logró descolgar el maletín tras una muy buena lucha de apertura de WrestleMania 23. Unas semanas después, Edge, quien recientemente había sido transferido a Smackdown!, lo desafió en múltiples ocasiones por el maletín, lo cual Kennedy siempre evadía, hasta que en la edición de Raw del 7 de mayo, aceptó, pactándose la lucha para esa misma noche.
Cuando Kennedy hacia su entrada al ring, fue violentamente atacado por Edge, quien lo llevó al ring y obligó al árbitro a sonar la campana, aplicándole una "Spear" a Kennedy, para cubrirlo enseguida y ganar el maletín. Tan solo un día después, en la edición de Smackdown! del 8 de mayo (transmitida el 11 del mismo mes), el Campeón Mundial Peso Pesado The Undertaker defendió su título ante Batista luego de empatar en una brutal Steel Cage Match; minutos después, Mark Henry atacó a Undertaker hasta dejarlo semi-inconsciente en el ring, y cuando se retiraba a los camerinos, Edge hizo acto de presencia para canjear su recién ganado maletín; solo le bastó con aplicarle una "Spear" a Undertaker para hacerse con el Campeonato Mundial Peso Pesado por primera vez en su carrera. Desafortunadamente y no mucho después de su coronación, Edge se lesionó del cuello y esto le obligó a dejar el campeonato vacante, siendo disputado semanas después en SmackDown! en una Battle Royal, en la cual The Great Khali salió triunfador y se alzó con la presea.

### 2008

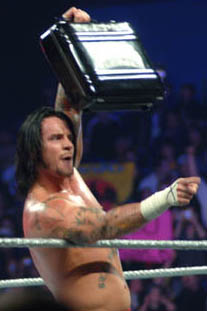
CM Punk con el diseño original del maletín.

La cuarta edición de esta lucha se realizó en WrestleMania XXIV. Inicialmente, se habían clasificado ocho luchadores: Jeff Hardy (al vencer a Snitsky), Mr. Kennedy (al vencer a Val Venis), Shelton Benjamin (al vencer a Jimmy Wang Yang), Chris Jericho (al vencer a Matt Hardy), Carlito (al vencer a Cody Rhodes), Montel Vontavious Porter (al vencer a Jamie Noble), CM Punk (al vencer a Big Daddy V) y John Morrison (al vencer a su compañero, The Miz). Sin embargo, Jeff Hardy fue retirado de la pelea luego de fallar un test antidrogas, por lo que fue suspendido 60 días, dejando así la pelea con solo 7 participantes. Punk fue el ganador de la lucha y usó el maletín el 30 de junio en Raw, después de que Batista atacara al entonces Campeón Mundial Peso Pesado Edge, consiguiendo el título. Punk lo defendió ante superestrellas como JBL y Batista, pero en el evento Unforgiven, llevado a cabo en junio del 2008, fue atacado en los vestidores por el stable The Legacy, y terminó siendo rematado por una letal patada en la cabeza, propinada por el líder de dicha agrupación, Randy Orton; esto fue suficiente para declarar a Punk no apto para competir esa noche y fue despojado del título, el cual debía defender esa noche en un "Championship Scramble Match", y que al final fue ganado por Chris Jericho.

### 2009
La quinta edición de esta lucha se llevó a cabo en WrestleMania XXV. Al igual que en las pasadas ediciones, los luchadores tuvieron que derrotar a otros competidores para obtener un puesto en la lucha: CM Punk derrotó a Morrison y The Miz, Kane derrotó a Rey Mysterio y Mike Knox, Mark Henry derrotó a Santino Marella, MVP derrotó a Matt Hardy, Shelton Benjamin derrotó a Jeff Hardy, Kofi Kingston derrotó a Chris Jericho y Finlay derrotó a Brian Kendrick. Finalmente, Christian fue el último participante al ganar una Battle Royal. En el evento, Punk hizo historia al ser el primer luchador que ganó en dos ocasiones el Money in the Bank Ladder match, además de ser el segundo luchador en ganar dos veces el maletín, después de Edge. Durante los siguientes meses, Punk intentó cobrar su oportunidad titular en SmackDown el 28 de abril, 12 de mayo y 2 de junio, pero siempre terminaba siendo atacado por Umaga, quien impedía constantemente que se hiciera efectiva su oportunidad. Finalmente, cobró con éxito su oportunidad en el evento WWE Extreme Rules para enfrentarse al recién coronado Campeón Mundial Peso Pesado Jeff Hardy, quien minutos antes, había vencido a Edge en un Ladder Match. Punk cubrió a Hardy tras de aplicarle dos GTS, ganando por segunda vez el título.

### 2010

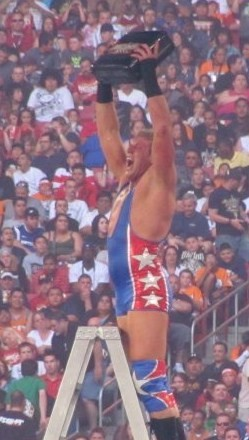
Jack Swagger descolgando el maletín en WrestleMania XXVI.

#### Lucha de WrestleMania
El 22 de febrero en Raw, se confirmó que la sexta edición de la lucha Money in the Bank se realizaría en WrestleMania XXVI, siendo la primera y hasta ahora única con 10 participantes Christian (derrotó a Carlito), Dolph Ziggler (derrotó a R-Truth & John Morrison), Kane (derrotó a Drew McIntyre), Shelton Benjamin (derrotó a CM Punk), Jack Swagger (derrotó a Santino Marella), MVP(derrotó a Zack Ryder), Matt Hardy (derrotó a Drew McIntyre), Evan Bourne (derrotó a William Regal), Drew McIntyre (derrotó a Aaron Bolo) y Kofi Kingston (derrotó a Vladimir Kozlov), esta fue la última lucha Money in the Bank en un WrestleMania. Jack Swagger ganó la lucha luego de descolgar el maletín. Al día siguiente en Raw, Jack Swagger atacó a John Cena con el maletín, e intentó hacerlo efectivo por el Campeonato de la WWE, pero John Cena se recuperó y Jack Swagger escapó antes que el referí iniciara la lucha. Días después, en el Smackdown! del 30 de marzo (transmitida el 2 de abril), el Campeón Mundial Peso Pesado Chris Jericho reaizaba una promo cuando Edge, súbitamente, lo interrumpió y le exigió una pelea titular, lo cual Jericho se negó rotundamente, y cuando se retiraba, un iracundo Edge lo agarró a golpes y le aplicó una "Spear"; cuando Edge se iba, apareció Swagger y lo golpeó con el maletín en la nuca, dejándolo inconsciente; en ese momento, Swagger vio la oportunidad y demandó la presencia inmediata de un árbitro, anunciando que canjearía el contrato. Cuando el tercero sobre la superficie llegó e inició el combate, Swagger se apresuró a atacar a Jericho, aplicándole su finisher, la "Swagger Bomb", para cubrirlo y ganar el Campeonato Mundial Peso Pesado. Swagger retuvo su campeonato ante Edge, Jericho, The Big Show y Randy Orton, hasta que lo perdió 82 días después en el evento Fatal 4-Way ante Rey Mysterio el 20 de junio del 2010.

#### Luchas de Money in the Bank

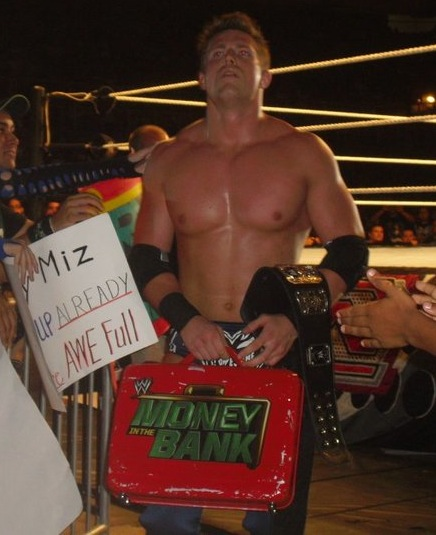
The Miz ganó el Raw Money in the Bank ladder match en WWE Money in the Bank.

En febrero de 2010, el sitio web de la WWE anunció que su evento PPV del mes de julio se llamaría WWE Money in the Bank y que incluiría dos luchas Money in the Bank (una para luchadores de Raw y otra para luchadores de Smackdown!). A diferencia de la lucha de WrestleMania,, los ganadores de las luchas solo podrían retar al campeón de su respectiva marca. Los 8 luchadores de Raw se confirmaron en la edición del 28 de junio por el invitado especial de esa noche Rob Zombie, los participantes fueron Randy Orton, The Miz, R-Truth, Chris Jericho, Evan Bourne, Ted DiBiase, John Morrison y Edge, Truth tuvo que salirse de la lucha luego de sufrir una lesión en un combate contra The Miz, en la edición de Raw del 12 de julio se anunció que el reemplazo de Truth sería Mark Henry. La WWE confirmó a través de su portal oficial que seis de los participantes de Smackdown! eran Matt Hardy, Kane, Cody Rhodes, Christian, Kofi Kingston y The Big Show, en la edición de Smackdown! del 9 de julio, Drew McIntyre y Dolph Ziggler clasificaron al combate. En el evento, Kane ganó el Smackdown! Money in the Bank luego de aplicarle un Chokeslam desde la escalera a McIntyre, canjeándolo esa misma noche ante Rey Mysterio (quien recientemente había defendido su título en una muy complicada lucha ante Jack Swagger), ganando el Campeonato Mundial Peso Pesado y convirtiéndose en el hombre que menos había demorado en cobrar su maletín. Al momento de ganar aquella contienda, Kane se encontraba en busca del atacante misterioso de su hermano, The Undertaker, y entre otros tantos y múltiples supuestos sospechosos, acusó a Mysterio, frente a quién terminó defendiendo su título mundial en SummerSlam; sin embargo, posteriormente se reveló que dicho atacante era el mismo Kane, lo que inició una renovada rivalidad entre los denominados Hermanos de la Destrucción que marcó el retorno del icónico Paul Bearer, quien fungiera durante años como mánager del Undertaker; sin embargo, terminó traicionándolo y decántandose a favor de Kane en el proceso. En este pleito, Kane derrotó a The Undertaker tres veces seguidas: en un No Holds Barred Match, en un Hell in a Cell Match y en un Buried Alive Match, contando en este último duelo con la inesperada ayuda del stable The Nexus. El reinado de 154 días de Kane fue finalizado por Edge en diciembre de 2010.
En el Raw Money in the Bank, The Miz se alzó como ganador luego de derrumbar la escalera en la que se encontraba Randy Orton hacia las cuerdas en este combate Maryse intento tomar en maletín pero John Morrison se lo impidió, convirtiéndola en la primera mujer en estar en un Money in the Bank (y a la vez, en una especie de premonición a lo que vendría siendo la creación del "Money in the Bank" femenino casi diez años después). Miz intentó usar su maletín en las ediciones de Raw del 19 y 26 de julio contra el campeón Sheamus, pero fue interrumpido por R-Truth y Orton respectivamente. Su canjeo lo realizó en Raw el 22 de noviembre, venciendo en una lucha a Orton y ganando el Campeonato de la WWE, después de que este defendiera ese título ante Wade Barrett siendo atacado por The Nexus previo al combate.

### 2011
A causa del PPV Money in the Bank, la lucha ya no se celebró en WrestleMania XXVII. Acerca del PPV, Money in the Bank 2011 fue realizado el domingo 17 de julio de 2011 desde el Allstate Arena de Chicago, Illinois. Fue la segunda edición de Money in the Bank. El Smackdown! Money in the Bank lo ganó Daniel Bryan, y el de Raw, el mexicano Alberto Del Rio, siendo la primera participación de ambos en este tipo de luchas. Del Rio intentó usar su maletín dos veces antes de su canjeo. La primera fue esa misma noche, después de que CM Punk derrotara a John Cena por el Campeonato de la WWE, fracasando en el intento tras ser noqueado por Punk. El segundo intento de uso fue el 25 de julio contra el nuevo campeón y su antiguo rival, Rey Mysterio, pero también fue atacado por él. Finalmente, lo usó el 14 de agosto de 2011 en SummerSlam, otra vez, ante CM Punk, después de que fuera atacado por Kevin Nash. Esta vez, el maletín fue cobrado con éxito y Del Rio se adjudicó el campeonato ante Punk, quien ya no pudo hacer nada para defenderse ante el ímpetu del mexicano.
En la edición de SmackDown! del 25 de noviembre, Daniel Bryan intentó canjear su contrato por el Campeonato Mundial Peso Pesado contra Mark Henry, quien previamente había sido atacado por The Big Show, consiguiendo así el título, pero el Gerente General de SmackDown, Theodore Long, anuló el resultado bajo al argumento de que Henry estaba imposibilitado para competir y le devolvió a Bryan el maletín. En TLC: Tables, Ladders & Chairs, Bryan intentó nuevamente hacer valer su chance titular, esta vez contra The Big Show, quien previamente tuvo un Chairs Match contra Henry, convirtiéndose en el nuevo poseedor del Campeonato Mundial Peso Pesado; esta vez, de manera oficial y avalada. Bryan retuvo el cetro mundial hasta la edición N° 28 de WrestleMania, donde fue vencido por Sheamus en un tiempo récord de 18 segundos.

### 2012
En julio de 2011, la WWE decidió iniciar la era "SuperShow", lo cual dio pauta a la unificación de ambos programas y que se pudieran dar cruces entre miembros de los elencos de Raw y SmackDown en ambos shows, así como en eventos. Esto hizo que el concepto del Money in the Bank se cambiara, restringiéndolo, en vez de por marcas, por campeonatos, existiendo un Money in the Bank específico para el Campeonato de la WWE (rojo), exclusivo para excampeones, y otro para el Campeonato Mundial Peso Pesado (azul). Los luchadores del maletín rojo fueron elegidos por Vickie Guerrero, quien anunció que solo podrían participar antiguos Campeones de la WWE, eligiendo a Big Show, John Cena, Kane y Chris Jericho. Sin embargo, la noche del evento, The Miz hizo su retorno a la WWE de grabar una película y se añadió al combate. Por otra parte, los luchadores del maletín azul se eligieron por luchas clasificatorias; así Dolph Ziggler derrotó a Alex Riley, Christian & Santino Marella al vencer a Cody Rhodes & David Otunga, Cody Rhodes a Christian, Sin Cara a Heath Slater, Tensai a Justin Gabriel, Damien Sandow a Zack Ryder y Tyson Kidd a Jack Swagger. En la función luchística, Ziggler fue el ganador del maletín azul, mientras que Cena ganó el de color rojo cuando empezó a golpear a Show con el maletín y, accidentalmente, rompió el asa que lo mantenía elevado.
El 23 de julio en la conmemoración del milésimo episodio de Raw, Cena retó a CM Punk a una lucha titular para la semana siguiente, cobrando así su maletín; sin embargo, durante el encuentro, fue atacado por Big Show, y aunque pudo salir con la victoria por descalificación, no pudo ganar el Campeonato de la WWE, siendo así la primera persona que falla al canjear su maletín.
Ziggler, por su parte, tuvo varios intentos de canjeo. El primero fue la noche del event contra Sheamus, pero no lo hizo efectivo al ser atacado por Alberto Del Rio y Sheamus. Durante el reinado de Sheamus, intentó cobrarlo cuatro veces más, el 17 de julio en Super Smackdown, el 24 de julio en Super SmackDown, 24 de agosto en SmackDown y 22 de octubre en Raw, pero no lo hizo efectivo al ser atacado por Rey Mysterio, Chris Jericho, Randy Orton y Big Show erespectivamente. El 17 de diciembre en Raw, intentó canjearlo contra el nuevo campeón, Show, pero de nuevo, fue atacado por John Cena. Su último intento fue el 18 de febrero en Raw, contra el campeón Alberto Del Rio, pero no pudo hacerlo efectivo cuando el anunciador de Del Rio, Ricardo Rodríguez, huyó con el maletín. El 8 de abril de 2013 en Raw, el día después de WrestleMania 29, Dolph Ziggler aprovechó que Del Rio había defendido el título ante Jack Swagger para canjear definitivamente su maletín, ganar el combate y convertirse en Campeón Mundial Peso Pesado por segunda vez. Pocas semanas después de ganar el campeonato, Ziggler sufrió una contusión cerebral causada por una patada de Jack Swagger, lo cual lo mantuvo alejado del ring por más de un mes y, a su retorno, perdió el título ante nadie menos que el propio Alberto Del Rio, quien hacía efectiva su cláusula de revancha titular.

### 2013
Para el 2013 se confirmó una nueva lucha por el maletín, y se incluye el retorno de Rob Van Dam a la WWE. pero ahora el maletín de Raw cambia de nombre a Money in the Bank All Stars. La lucha fue entre Rob Van Dam, Christian, Daniel Bryan, Kane (quien estaba en la lucha pero fue retirado por una lesión), CM Punk, Sheamus y Randy Orton ganando este último el combate.
En el Money in the Bank por el contrato del Campeonato Mundial Peso Pesado, Theodore Long agregó a esta a lucha a Wade Barrett, Cody Rhodes, Damien Sandow, Antonio Cesaro, Fandango, Jack Swagger y Dean Ambrose siendo la lucha ganada por Damien Sandow al traicionar a Cody Rhodes.
En SummerSlam, Orton cobró su contrato contra el entonces recién coronado Campeón de la WWE, Daniel Bryan, quien tan sólo segundos atrás, había derrotado a John Cena para ganar el campeonato. Orton derrotó a Bryan para ganar su séptimo Campeonato de la WWE, después de que el COO de la WWE Triple H, quien fue el árbitro especial invitado del encuentro entre Cena y Bryan, le aplicara un «Pedrigree» a este último una vez finalizado el combate.
En el episodio del 28 de octubre de 2013 de Raw, Sandow cobró su contrato contra el entonces Campeón Mundial Peso Pesado, John Cena; sin embargo, fue vencido y se sumó a la lista de luchadores que fracasan en su intento de campeonar al usar el maletín, así como el primero en perder su oportunidad titular por conteo de tres.

### 2014

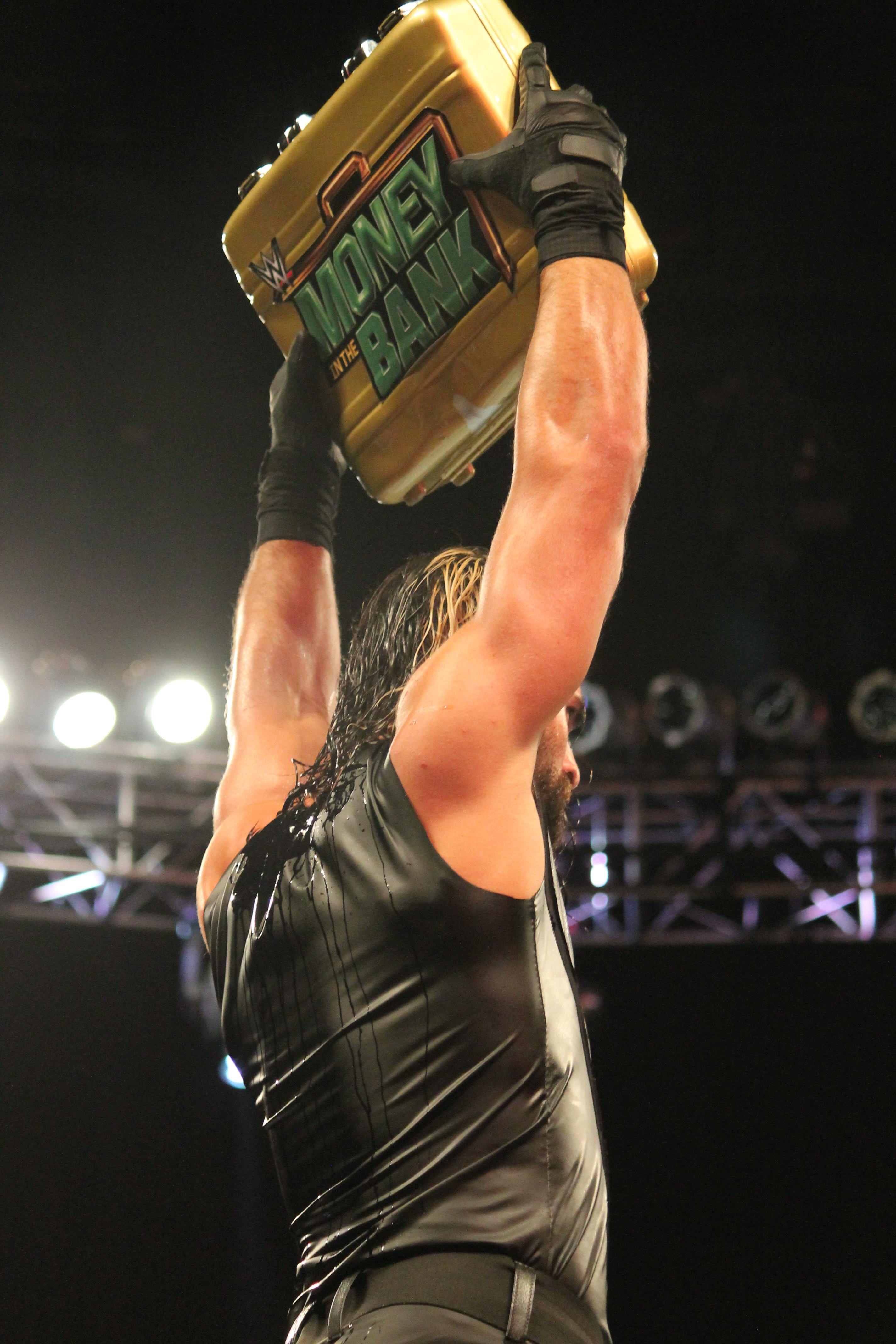
Seth Rollins con la versión dorada del maletín.

Un quinto pago por visión Money in the Bank fue previsto a llevarse a cabo el domingo 29 de junio de 2014 en el TD Garden en Boston. En diciembre de 2013 en TLC: Tables, Ladders & Chairs, el Campeonato Mundial Peso Pesado y el Campeonato de la WWE se unificaron en el Campeonato Mundial Peso Pesado de la WWE. El plan original para el evento fue que el ganador de la lucha recibiría un contrato para una lucha por el título ahora unificado. La noche tras el pago por visión Payback el 1 de junio de 2014, Stephanie McMahon declaró que el entonces campeón Daniel Bryan defendería el Campeonato Mundial Peso Pesado de la WWE contra Kane en un Stretcher Match en el PPV Money in the Bank. Sin embargo, debido a la reciente cirugía de cuello de Bryan, ella añadió que el título podría ser dejado vacante si Bryan no pudiera competir y la lucha de escaleras sería por el campeonato en su lugar. El 9 de junio de 2014, The Authority - consistente de Stephanie y su marido Triple H - despojó a Bryan del título (según un anuncio de su médico de que él no podría estar médicamente habilitado a tiempo para el evento).
Alberto Del Rio fue la primera entrada oficial en el partido, al derrotar a Dolph Ziggler en una lucha de clasificación en el episodio del 2 de junio de Raw. La misma noche, Randy Orton fue introducido automáticamente a la lucha, mientras que el Campeón de los Estados Unidos Sheamus derrotó al Campeón Intercontinental Bad News Barrett y Cesaro derrotó a Rob Van Dam para calificar. En el episodio del 13 de junio de SmackDown, Bray Wyatt derrotó a Dean Ambrose tras una distracción de Seth Rollins para clasificar. En el episodio del 16 de junio de Raw, Roman Reigns ganó una batalla real de 20 hombres para clasificar y John Cena derrotó a Kane en un Stretcher Match para ganar una entrada, y en el episodio del 23 de junio de Raw, Triple H anunció Kane como el octavo y último participante en el encuentro.
En el episodio del 17 de junio de Main Event, Seth Rollins anunció que además de la lucha de escaleras por el título, también habría un tradicional Money in the Bank Match por un contrato por una lucha por el Campeonato Mundial Peso Pesado de la WWE en el PPV y que Rollins sería el primer participante. En el episodio del 23 de junio de Raw, Triple H anunció a cinco participantes más - Barrett, Ziggler, Van Dam, Jack Swagger y Kofi Kingston. Más tarde esa noche (después de amenazar con perturbar el PPV), Dean Ambrose fue añadido a la lucha por Triple H por petición de Rollins. Debido a una lesión sufrida el 24 de junio en SmackDown, Barrett fue eliminado de la lucha. Siendo ganado en el evento por Seth Rollins, quien durante el 2014 tuvo dos oportunidades para canjearlo durante la emisión de Raw del 30 de junio de 2014, siendo detenido por Dean Ambrose con quien tenía un feudo y luego en el PPV Night of Champions durante el combate entre John Cena y Brock Lesnar por el Campeón Mundial Peso Pesado de la WWE.

Finalmente canjeo el maletín durante el evento principal de WrestleMania 31 en el combate entre Brock Lesnar y Roman Reigns por el Campeón Mundial Peso Pesado de la WWE, cubriendo a Reigns y ganando el campeonato, siendo el primero que logra canjear el maletín en WrestleMania y el primero que hace efectivo su contrato en medio de un combate. Seth Rollins debido a una lesión en la rodilla quedó por fuera del ring por varios meses dejando vacante el Campeonato Mundial Peso Pesado de la WWE, ese mismo mes se llevó a cabo un torneo en los programas Raw y Smackdown para escoger los dos finalistas para pelear por el título en Survivor Series.

### 2015
Durante WWE Elimination Chamber se anunciaron a 6 participantes para un próximo Money in The Bank, siendo estos Neville, Sheamus, Roman Reigns, Kofi Kingston, Dolph Ziggler y Randy Orton. El 1 de junio Roman Reigns fue obligado a defender su oportunidad en la pelea contra King Barrett (Al cual venció por pinfall), contra Mark Henry (Al cual venció por descalificación), y a Bray Wyatt (al cual venció por pinfall). Luego el 4 de junio en SmackDown Kane se anunció como el último participante.En el PPV Money in the Bank Sheamus consiguió descolgar el maletín luego de que Roman Reigns fuese atacado por Bray Wyatt. Sheamus intentó canjear su maletín de Money in the Bank en la pelea estelar de Night of Champions en la cual Seth Rollins retuvo el título ante Sting, pero Kane (Masked) hizo su retorno y lo impidió atacando a él y a Rollins. Finalmente Sheamus canjeó el maletín durante el evento central de Survivor Series, después de que Roman Reigns derrotara a Dean Ambrose por el vacante Campeonato Mundial Peso Pesado de la WWE, venciéndolo en segunda instancia tras dos "Brogue Kicks" y arrebatándole el campeonato.

### 2016
La noche siguiente del evento Extreme Rules el 23 de mayo en Raw, se iniciaron las clasificaciones para la lucha del Money in the Bank Ladder Match para la séptima edición del evento Money in the Bank. 7 fueron los cupos a rellenar, La primera lucha fue entre Sami Zayn y Sheamus, siendo el vencedor Zayn como el primer clasificado para la lucha en el evento. Esa misma noche, el segundo clasificado fue Cesaro quien derrotó a The Miz. Chris Jericho también avanzó esa misma noche al derrotar a Apollo Crews. Dean Ambrose avanzó luego de derrotar a Dolph Ziggler. Kevin Owens avanzó luego de derrotar a AJ Styles. El 26 de mayo en SmackDown, Alberto Del Rio avanzó al derrotar a Zack Ryder. Dean Ambrose descolgó el maletín y ganó la lucha luego de tirar a Kevin Owens desde una escalera. Esa misma noche luego de que Seth Rollins derrotará a Roman Reigns y se convirtiera en el nuevo Campeón Peso Pesado de la WWE, Ambrose hizo efectiva su oportunidad y derrotó a Rollins para convertirse en Campeón Pesado de la WWE.

### 2017
El 23 de mayo en SmackDown Live, Shane McMahon anunció la nueva versión del Money in the Bank Ladder Match pero esta vez, bajo la marca SmackDown Live, por lo que el maletín se presentó de color azul. Se anunciaron a los participantes de dicha lucha los cuales eran AJ Styles, Baron Corbin, Sami Zayn, Dolph Ziggler y Shinsuke Nakamura aunque Kevin Owens fue añadido posteriormente por ser el Campeón de los Estados Unidos. Baron Corbin descolgó el maletín y ganó la lucha luego de derribar la escalera donde se encontraban Nakamura y Styles. El 15 de agosto en SmackDown Live, Baron Corbin canjeo el maletín después de una lucha entre John Cena y Jinder Mahal, sin embargo, tras una distracción de Cena, Mahal aprovechó para cubrir a Corbin, siendo este el tercer canjeo fallido del contrato Money in the Bank.

Por otra parte, el 30 de mayo en SmackDown, Becky Lynch, Charlotte Flair, Carmella, Natalya y Tamina debieron enfrentarse por ser la retadora #1 al Campeonato Femenino de SmackDown pero tras no haberse iniciado la lucha debido a un altercado entre todas las luchadoras, Shane apareció para anunciar a todas ellas como parte del primer Money in the Bank Ladder Match de mujeres que se llevaría a cabo en el evento, por lo que el maletín para dicha lucha sería de color blanco. Carmella fue determinada ganadora debido a que James Ellsworth descolgó el maletín y se lo entregó a esta. El 20 de junio en SmackDown, Daniel Bryan decidió despojarla del maletín por la intervención de Ellsworth y realizar una nueva lucha por el maletín. El 27 de junio en SmackDown, Carmella nuevamente ganó la lucha, descolgando el maletín aunque Ellsworth interfiriera a su favor. Después de varios intentos fallidos de canjeo, Carmella hizo efectiva su oportunidad el 10 de abril de 2018 en SmackDown, posterior a WrestleMania 34, cuando la excampeona Charlotte Flair fuera atacada por Billie Kay y Peyton Royce quienes hicieron su debut en el roster principal, siendo este el primer canjeo femenino en la historia de WWE.

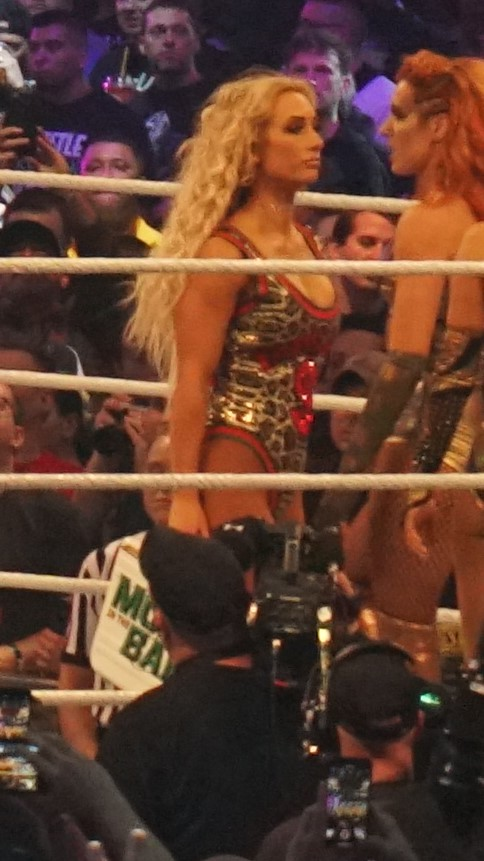
Carmella con la versión femenina del maletín

### 2018
A diferencia de la anterior versión, en Money in the Bank habría dos Ladder Match. Una es para hombres y el maletín es de color verde, y la otra es para mujeres que, permaneció con el maletín blanco. El ganador del Money in the Bank masculino podrá canjearlo para cualquiera de los dos campeonatos máximos: El Campeonato Universal o el Campeonato de WWE. Asimismo, la ganadora del Money in the Bank femenino podrá hacer lo mismo, ya sea por el Campeonato Femenino de Raw o Campeonato Femenino de SmackDown.
El 7 de mayo en Raw, se anunciaron las primeras luchas clasificatorias. Esa misma noche, Braun Strowman derrotó a Kevin Owens para ser el primer clasificado, mientras que Finn Bálor se clasificó al derrotar a Roman Reigns y Sami Zayn, luego de que Jinder Mahal atacara a Reigns. El 8 de mayo en SmackDown, The Miz y Rusev clasificaron para la lucha al derrotar a Jeff Hardy y Daniel Bryan, respectivamente. El 14 de mayo en Raw, Bobby Roode ganó un lugar en la lucha al derrotar a Baron Corbin y No Way Jose, mientras que Owens (sustituyendo a Mahal, que había sido lesionado por Reigns) derrotó a Bobby Lashley y Elias después de que Zayn atacó a Lashley. El 22 de mayo en SmackDown, The New Day derrotó a The Bar en una lucha donde el equipo ganador podrá designar a uno de sus miembros para clasificar, siendo el primero el ganador, y fue Big E el designado para competir. Debido a la lesión de Big Cass, el oponente de Samoa Joe se decidió en una lucha entre Daniel Bryan y Jeff Hardy donde Bryan salió vencedor. El 29 de mayo en SmackDown, Cass reapareció anunciando su alta médica para competir pero ya se había pactado la anterior lucha por lo que, Joe debía enfrentarse a Cass y a Bryan, siendo vencedor de este encuentro. Strowman descolgó el maletín, ganando el contrato.
En SummerSlam, Strowman apareció con intenciones de canjear el maletín. Sin embargo, fue atacado por Brock Lesnar durante el combate, quedando incapacitado e impidiéndole cobrar; esta distracción permitió a Reigns vencer a Lesnar, ganando el Campeonato Universal. La noche siguiente en Raw, Strowman una vez más intentó cobrar su contrato cuando Reigns estaba defendiendo el campeonato contra Finn Bálor, pero fue detenido por Dean Ambrose y Seth Rollins quienes ayudaron a Reigns, reformando The Shield. La semana siguiente, Strowman confrontó a Reigns y anunció que iba a cobrar el contrato en Hell in a Cell en un Hell in a Cell match para que Ambrose y Rollins no pudieran interferir. En Hell in a Cell, Strowman hizo el canje para una lucha pactada con Reigns pero perdió por descalificación, debido a que Lesnar interfirió en contra de ambos, siendo la tercera vez en que se canjea el contrato para una lucha pactada, y la cuarta vez que el portador no logra ganar la lucha.
El 7 de mayo en Raw, Ember Moon fue la primera clasificada para Raw al haber derrotado a Sasha Banks y Ruby Riott. El 8 de mayo en SmackDown, Charlotte Flair fue la primera clasificada para SmackDown al vencer a Peyton Royce. El 14 de mayo en Raw, Alexa Bliss derrotó a Bayley y Mickie James en un Triple Threat match para clasificar, mientras que en SmackDown, Becky Lynch derrotó a Mandy Rose y Sonya Deville. El 21 de mayo en Raw, Natalya derrotó a Sarah Logan, Liv Morgan y Dana Brooke en un Fatal 4-Way match para obtener un cupo para la lucha. El 22 de mayo en SmackDown, Lana y Naomi clasificaron al derrotar a Billie Kay y Deville, respectivamente. El 28 de mayo en Raw, Banks derrotó a Bayley, Brooke, James, Logan, Morgan y Riott en un Gauntlet match de siete mujeres para ganar el último puesto. Bliss descolgó el maletín, ganando la lucha, para luego canjearlo la misma noche ante Nia Jax, luego de que esta luchara contra Ronda Rousey, siendo la primera luchadora que canjeó la misma noche que gana el contrato y, la tercera vez que el portador canjea el maletín en la misma noche que lo ganó.

### 2019
Al igual que la anterior versión, en Money in the Bank habría dos Ladder Match. Una es para hombres y la otra es para mujeres. El ganador del Money in the Bank masculino podrá canjearlo para cualquiera de los dos campeonatos máximos: El Campeonato Universal o el Campeonato de WWE. Asimismo, la ganadora del Money in the Bank femenino podrá hacer lo mismo, ya sea por el Campeonato Femenino de Raw o Campeonato Femenino de SmackDown.
El 29 de abril en Raw, Alexa Bliss anunció a través de su segmento "A Moment of Bliss" a todos los participantes de Raw para las dos luchas de Money in the Bank. Para la lucha masculina, se designó a Braun Strowman, Drew McIntyre, Baron Corbin y Ricochet; mientras que para la femenina, estaban Natalya, Dana Brooke, Naomi y Bliss. El 30 de abril en SmackDown, se reveló al resto de los integrantes, siendo respectivamente: Randy Orton, Finn Bálor, Andrade y Ali; Bayley, Mandy Rose, Ember Moon y Carmella. El 13 de junio en Raw, Strowman fue reemplazado por Sami Zayn, ya que se había pactado una lucha entre los dos donde el ganador sería parte del Money in the Bank, siendo Zayn el ganador.
Bayley descolgó el maletín, ganando la lucha, para luego canjearlo esa misma noche, frente a Charlotte Flair, quien había ganado el Campeonato Femenino de SmackDown frente a Becky Lynch. Con esto, fue la segunda luchadora que canjea el maletín la misma noche que lo gana, y a la vez se convirtió en la primera Campeona Grand Slam de WWE. Durante el Money in the Bank de hombres, Zayn fue atacado por lo que Brock Lesnar terminó reemplazándolo casi al finalizar la lucha, donde Lesnar descolgó el maletín, ganando la lucha. Lesnar hizo efectiva su oportunidad por el Campeonato Universal derrotando a Seth Rollins en Extreme Rules de ese mismo año, tras haber retenido junto con Becky Lynch dicho campeonato y el Campeonato Femenino de Raw en una lucha mixta ante Baron Corbin y Lacey Evans. Un mes después, en SummerSlam, Rollins recuperaría su campeonato de las manos de Lesnar.

### 2020
El evento Money in the Bank de este año iba a ser pactado para realizarse en Baltimore, Maryland el 10 de mayo, pero debido a la Pandemia de Coronavirus COVID-19, se terminó realizando en el WWE Performance Center y en la sede administrativa de WWE, en Connecticut. Además del cambio de sede, también se cambió la modalidad de las luchas, convirtiendo las dos luchas en un Money in the Bank Corporate Ladder Match, el cual consistía de la siguiente forma:
- Ambos maletines estarían suspendidos en el mismo lugar.
- Tanto mujeres como hombres comenzarán la lucha al mismo tiempo aunque en diferentes lugares.
- La sede administrativa de WWE funcionaría como arena de dicha lucha.
- La lucha sería una carrera entre todos los participantes desde la planta baja. El objetivo es que todos lleguen a la parte superior del edificio donde un ring estaría preparado para la lucha de escaleras.

En cuanto a los participantes, Raw contó con AJ Styles (ganó una Last Chance Gauntlet Match), Aleister Black (derrotó a Austin Theory), Rey Mysterio (derrotó a Murphy), Nia Jax (derrotó a Kairi Sane), Shayna Baszler (derrotó a Sarah Logan) y Asuka (derrotó a Ruby Riott), mientras que SmackDown fue representado por Daniel Bryan (derrotó a Cesaro), King Corbin (derrotó a Drew Gulak), Otis (derrotó a Dolph Ziggler), Lacey Evans (derrotó a Sasha Banks), Dana Brooke (derrotó a Naomi) y Carmella (derrotó a Mandy Rose). La lucha fue grabada durante la jornada en el cual, las mujeres comenzaron en el vestíbulo mientras que los hombres en el gimnasio. La lucha incluyó cameos de Vince y Stephanie McMahon, Paul Heyman, John Laurinaitis y Bruce Prichard.
Asuka fue la primera en descolgar ya que mientras subía, fue detenida por King Corbin a quien atacó finalmente para ganar el maletín (Al día siguiente en Raw, se reveló que el maletín contenía el Campeonato Femenino de Raw, el cual era dejado por Becky Lynch debido a su embarazo). A causa de esto, Asuka fue la primera luchadora en ganar todos los títulos y premios femeninos en WWE, además de ser la segunda luchadora en ser Campeona Grand Slam, después de Bayley.
Posteriormente, Otis sería el ganador de la lucha masculina debido a que en un forcejeo entre AJ Styles y King Corbin, este último fue atacado por Elias mientras subía y esto provocó que a Styles se le resbalara el maletín de las manos y que cayera en poder de Otis. Pero éste lo perdió ante The Miz en Hell in a Cell gracias a que Tucker atacó a Otis con el maletín, traicionándolo, siendo la segunda vez que el maletín cambia de dueño.

### 2021
Al igual que las anteriores versiones, en Money in the Bank habría dos Ladder Match. Una es para hombres y la otra es para mujeres. El ganador del Money in the Bank masculino podrá canjearlo para cualquiera de los dos campeonatos máximos: El Campeonato Universal o el Campeonato de WWE. Asimismo, la ganadora del Money in the Bank femenino podrá hacer lo mismo, ya sea por el Campeonato Femenino de Raw o Campeonato Femenino de SmackDown.
En el episodio del 29 de abril de Raw, se anunciaron las luchas clasificatorias para el Money in the Bank ladder match masculino y femenino. Esa misma noche, Naomi y Asuka derrotaron a Eva Marie y Doudrop, y después Alexa Bliss y Nikki A.S.H. lograron vencer a Nia Jax y Shayna Baszler, ganando sus respectivos lugares para el Money in the Bank femenino. Para el episodio del 25 de junio en SmackDown, Sonya Deville anunció la primera participante de SmackDown para el Money in the Bank, siendo Carmella la elegida. Y a la siguiente semana, Deville anunció a la segunda luchadora, quien fue Zelina Vega (quien hacía su regreso a WWE). A la semana siguiente, se definió que las últimas participantes para el Money in the Bank serían las Campeonas en Parejas Natalya y Tamina pero Liv Morgan reprochó a Sonya Deville por no haberla elegido a pesar de haber derrotado a Carmella y a Zelina, por lo que se definió que Carmella sería la nueva retadora al Campeonato Femenino de SmackDown (debido a la lesión que Bayley tuvo días atrás) y en su lugar, estaría Morgan.
El 29 de abril de Raw, Ricochet derrotó a AJ Styles, John Morrison a Randy Orton, y Riddle a Drew McIntyre, ganando los tres su respectivo lugar para el evento. Mientras tanto, en el episodio del 25 de junio en SmackDown, Big E clasificó al derrotar a Apollo Crews. En el episodio del 28 de junio en Raw, se anunció un Triple Threat Match entre McIntyre, Styles y Orton, donde el ganador sería el último participante de Raw en ser incluido a la lucha de Money in the Bank, pero debido a la ausencia de Orton, el lugar sería ocupado por el ganador de un battle royal que se desarrolló previamente a la lucha principal. Dicho encuentro fue ganado por Riddle (quien pidió ocupar el lugar de Orton aun cuando ya tenía un lugar en Money in the Bank), para que en la lucha, McIntyre venciera a Styles y Riddle, ocupando el último lugar como participante de Raw. Para el 2 de julio en SmackDown, Kevin Owens ganaría su lugar al derrotar a Sami Zayn en un Last Man Standing Match. Y a la semana siguiente, King Nakamura derrotó a Baron Corbin, ganando el último cupo para el Money in the Bank masculino.
Nikki A.S.H. fue la ganadora del maletín, al descolgarlo mientras las demás participantes (a excepción de Alexa Bliss) se atacaban mutuamente. Pero al día siguiente en Raw, NIkki canjeó dicho maletín después de que Rhea Ripley atacara a Charlotte Flair luego de haber tenido una lucha titular donde Flair retuvo el Campeonato Femenino de Raw, obteniendo por primera vez dicho título. Con esto, Nikki fue la tercera luchadora en canjear exitosamente el maletín en menos tiempo de haberlo ganado, después de Bayley y Alexa Bliss.
Big E ganó la lucha al aplicarle un «Big Ending» a Seth Rollins, y posteriormente descolgar el maletín. El 13 de septiembre en Raw, Big E tuvo una aparición especial en dicha marca para declarar sus intenciones de canjear el maletín ante el ganador de la lucha titular entre el Campeón de la WWE Bobby Lashley y el Campeón en Parejas de Raw Randy Orton. Al finalizar la lucha, Big E canjeó el maletín frente a Lashley (quien había derrotado a Orton para retener el título) todo para que lograra vencer a Lashley y ganar el título por primera vez.

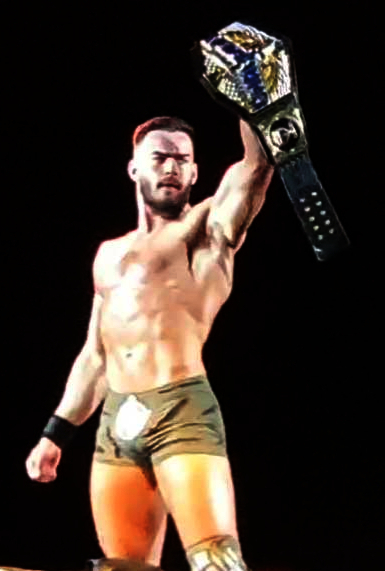
Austin Theory fue el primer luchador en canjear el maletín por un título secundario.

### 2022
Al igual que las anteriores versiones, en Money in the Bank habría dos Ladder Match. Una es para hombres y la otra es para mujeres. El ganador del Money in the Bank masculino podrá canjearlo para cualquiera de los dos campeonatos máximos: El Campeonato Universal o el Campeonato de WWE. Asimismo, la ganadora del Money in the Bank femenino podrá hacer lo mismo, ya sea por el Campeonato Femenino de Raw o Campeonato Femenino de SmackDown.
En cuanto a los participantes, Raw contó con Seth "Freakin" Rollins (derrotó a AJ Styles), Omos (derrotó a Riddle), Riddle (ganó un Last Chance Battle Royale), Asuka (derrotó a Becky Lynch), Alexa Bliss & Liv Morgan (derrotaron a Doudrop & Nikki A.S.H), y Becky Lynch (ganó una Last Chance Six-Pack Challenge) mientras que SmackDown fue representado por Drew McIntyre & Sheamus (derrotaron a The Usos (Jey & Jimmy)), Sami Zayn (derrotó a Shinsuke Nakamura), Madcap Moss (derrotó a Ezequiel, Happy Corbin y a The Miz), Lacey Evans (derrotó a Xia Li), Raquel Rodríguez (derrotó a Shayna Baszler), Shotzi (derrotó a Tamina, quien era parte de Raw, reemplazando a Aliyah).
Liv Morgan fue la ganadora al descolgar el maletín luego de una fuerte disputa con Becky Lynch, para luego canjearlo esa misma noche ante Ronda Rousey, quien retuvo el Campeonato Femenino de SmackDown ante Natalya. Con esto, Morgan se convirtió en la tercera luchadora que canjea el maletín tan solo horas después de ganarlo.
Theory ganó el maletín del combate de escaleras varonil tras empujar a Riddle, aunque fue el único de los participantes que no estaba previamente anunciado para el combate, hasta que Adam Pearce decidió añadirlo. Cuatro meses después, Theory intentó canjear su maletín ante Seth Rollins por el Campeonato de los Estados Unidos, siendo el primer luchador en hacerlo luego de un reto abierto por parte del campeón y también la primera vez que un título mid-card estaría en juego mediante un canjeo. Pero Theory sería derrotado por Rollins debido a una interferencia de Bobby Lashley. Este fue el quinto canjeo fallido del contrato Money in the Bank.

### 2023
Al igual que las anteriores versiones, en Money in the Bank habría dos Ladder Match. Una es para hombres y la otra es para mujeres. El ganador del Money in the Bank masculino podrá canjearlo para cualquiera de los tres campeonatos máximos: El Campeonato Universal Indiscutible de la WWE o el nuevo Campeonato Mundial de Peso Pesado. Asimismo, la ganadora del Money in the Bank femenino podrá hacer lo mismo, ya sea por el Campeonato Femenino de WWE (anteriormente conocido como Campeonato Femenino de Raw) o el Campeonato Mundial Femenino (anteriormente conocido como Campeonato Femenino de SmackDown).
En cuanto a los participantes masculinos, la lucha contará con Ricochet (derrotó a The Miz), Shinsuke Nakamura (derrotó a Bronson Reed), Damian Priest (derrotó a Matt Riddle) y Logan Paul (anunció su participación mediante una promo) como parte de la marca Raw; mientras que los representantes de la marca SmackDown serán LA Knight (derrotó a Montez Ford), Santos Escobar (derrotó a Mustafa Ali) y Butch (derrotó a Baron Corbin). Las participantes femeninas de Raw serán Becky Lynch (derrotó a Sonya Deville), Zoey Stark (derrotó a Natalya) y Trish Stratus (derrotó a Raquel Rodríguez vía descalificación); y Zelina Vega (derrotó a Lacey Evans), Bayley (derrotó a Shotzi) e Iyo Sky (derrotó a Mia Yim) representarán a SmackDown.
Damian Priest fue el ganador tras derribar a un LA Knight que estaba por agarrar con el maletín desde la escalera. En la Noche 2 de WrestleMania XL el 7 de abril de 2024, Priest hizo efectivo su canje al vencer a Drew McIntyre por el Campeonato Mundial Peso Pesado, quien recién había derrotado al excampeón Seth Rollins. Esto lo convierte en el segundo luchador en realizar un canje en WrestleMania, siendo precisamente Rollins el primero.
Iyo Sky fue la ganadora luego de empujar a Becky Lynch, haciéndola caer, y posteriormente esposar tanto a ella como a Bayley antes de descolgar el maletín. En SummerSlam el 5 de agosto, Sky hizo efectivo su canje al vencer a Bianca Belair por el Campeonato Femenino de WWE (antes conocido como Campeonato Femenino de Raw), quien recién había derrotado a la excampeona Asuka y Charlotte Flair.

### 2024
Al igual que las anteriores versiones, en Money in the Bank hubo dos Ladder Match, una para hombres y la otra para mujeres. Por el lado masculino, en la lucha que abrió el evento, Drew McIntyre derrotó a Jey Uso, Carmelo Hayes, Andrade, Chad Gable y LA Knight. Más tarde, esa misma noche, McIntyre intentó canjear sin éxito el maletín, sumándose a la lucha titular entre el campeón de peso pesado, Damian Priest, y Seth «Freakin» Rollins, combate ganado por Priest, quien retuvo el título.
Mientras, por el lado femenino, Tiffany Stratton derrotó a Iyo Sky, Chelsea Green, Lyra Valkyria, Naomi y Zoey Stark. En la edición de SmackDown del 3 de enero de 2025, Stratton canjeó el maletín y logró coronarse con el Campeonato Femenino de WWE venciendo a la campeona, Nia Jax.

### 2025
Al igual que las anteriores versiones, en Money in the Bank hubo dos Ladder Match, una para hombres y la otra para mujeres. Por el lado masculino, Seth Rollins derrotó a Solo Sikoa, LA Knight, Penta, Andrade y El Grande Americano.
Mientras, por el lado femenino, en la lucha que abrió el evento, Naomi derrotó a Alexa Bliss, Roxanne Perez, Rhea Ripley, Giulia y Stephanie Vaquer. El 13 de julio, en Evolution, Naomi canjeó el maletín sumándose a la lucha entre la campeona Iyo Sky y Rhea Ripley y ganando el Campeonato Mundial Femenino.

## El maletín

### Representación y denominación
De la misma manera en que los campeonatos son representados por medio de correas, el galardón de un ganador de Money in the Bank es representado por el uso de un maletín negro, el cual es entregado al momento de comenzar la pelea por el campeonato. El contrato, de no haber sido usado, puede ser defendido en otras luchas de la misma manera que un campeonato, siendo ganado por otro luchador. Desde 2005 hasta 2010, hubo un único maletín, el cual podía usarse con cualquiera de los Campeonatos Mundiales (El Campeonato Mundial Peso Pesado o el Campeonato de la WWE y entre 2007-2009, también se podía usar por el Campeonato de la ECW).
Sin embargo, con la aparición del PPV Money in the Bank en 2010, se crearon dos maletines más, cada uno pudiendo ser canjeado por el título máximo de la marca a la que perteneciera (Raw, representado por un maletín rojo o SmackDown, representado por un maletín azul) siendo la lucha en WrestleMania por el maletín eliminada. En el 2012 debido a la era Supershow, los maletines dejaron de pertenecer a las marcas (ya que ambas se habían unido debido a la Era SuperShow) y se separaron en campeonatos habiendo dos maletines, uno azul para el maletín del Campeonato Mundial Peso Pesado llamado World Heavyweight Championship Money in the Bank y un maletín rojo para el Campeonato de la WWE llamado WWE Championship Money in the Bank. En el Money in the Bank de 2013 cambió su nombre al de Money in the Bank All-Stars pero mantuvo su color rojo y siguió siendo por el Campeonato de la WWE.
En julio de 2014, cambio el color del maletín a dorado que significaba que se unificaba a un solo maletín y por un solo Campeonato, que era el WWE World Heavyweight Championship, ya que en diciembre de 2013 en el evento TLC: Tables, Ladders & Chairs, el Campeonato Mundial Peso Pesado y el Campeonato de WWE se unificaron y formaron el Campeonato Mundial Peso Pesado de WWE.
El 19 de julio de 2016 en SmackDown, se anunció el regreso del WWE Draft, donde separaría nuevamente a las marcas pero luego se anunció que el PPV Money in the Bank sería exclusivo de la marca SmackDown. En mayo de 2017, se anunció la lucha por el Money in the Bank presentando el antiguo maletín de color azul. Tras el anuncio del primer Money in the Bank Ladder Match de mujeres, se presentó el maletín de color blanco bajo las mismas características de siempre.
A partir de la versión de 2018, el maletín del Ladder Match masculino se presentó de color verde y letras amarillas, mientras que el femenino permaneció con las mismas características, donde los poseedores lo podían canjear por los títulos máximos respectivamente.

### Personalización del maletín
Generalmente, los portadores del maletín mantienen su diseño original, aunque durante los años en que el maletín era disputado en WrestleMania, el mismo venía con el logotipo o distintivo del ganador en el medio de ambas caras. Sin embargo, existen algunos que presentaron un maletín personalizado, basado en su gimmick, stable o storyline. 
- En 2006, Rob Van Dam estilizó el maletín con los colores de su atuendo y con una propia tipografía. Llevaba escrito "Mr. Money in the Bank" en una cara  y "RVD" en la otra.
- En 2013, el portador Damien Sandow sufrió un ataque por parte de Cody Rhodes (kayfabe) quien arrojó el maletín al mar, por lo que Sandow presentó un diseño particular en su nuevo maletín, con un estilo sobrio y formal y decolor castaño.
- En 2019, Brock Lesnar se presentó con un maletín qu en uno de los lados tenía forma de una radio. Esto como parte del "Brock Party", un concepto relacionado con su victoria en Money in the Bank.
- En 2023, JD McDonugh presentó un maletín especial para el ganador Damian Priest y The Judgment Day, donde el maletín era de color morado con letras plateadas (relacionado al stable). En la parte superior de la inscripción llevaba una etiqueta que decía "Señor", esto en honor a las raíces puertorriqueñas de Priest.
- En 2024, la entonces Campeona Femenina de la WWE, Bayley, tomó el maletín de la portadora Tiffany Stratton y lo destruyó. Por tanto, Nia Jax le obsequió un maletín personalizado con los colores de Tiffany con una correa incluida para cargar en el hombro.
- En 2025, Seth Rollins presentó un maletín negro con letras y detalles en dorado y con su símbolo sobre la O de "Money". En tanto, Naomi también presentó un maletín negro con letras blancas y cubierto por cintas amarillas y negras, similares a las que se usan para señalar peligro, con la leyenda "Caution Do Not Cross Naomi".

### Cambio de dueño
A lo largo de la historia del Money in the Bank, ha habido ocasiones donde el actual poseedor es obligado a poner en juego el maletín o es retado por alguien para defender el contrato en una lucha.
- En 2007, Edge derrotó a Mr. Kennedy y le ganó el maletín, siendo la primera vez en que el contrato cambió de dueño.
- En 2020, The Miz logró convencer a Otis que apostara su maletín en un combate, luego de que este lo demandará. Finalmente, The Miz venció a Otis, después de que fuera traicionado por su compañero Tucker.

## Canjes
| Nombre                                | Canjes | Victorias | Notas                                                       |
| ------------------------------------- | ------ | --------- | ----------------------------------------------------------- |
| World Heavyweight Championship        | 3      | 2         |                                                             |
| Undisputed WWE Universal Championship | -      | -         | Actualmente conformando el Undisputed WWE Championship.     |
| WWE (World Heavyweight) Championship  | 12     | 10        | Actualmente conformando el Undisputed WWE Championship.     |
| WWE Universal Championship            | 2      | 1         | Actualmente conformando el Undisputed WWE Championship.     |
| NXT Championship                      | -      | -         |                                                             |
| World Heavyweight Championship        | 8      | 7         | Inactivo.                                                   |
| WWE Women's Championship              | 5      | 5         | Anteriormente conocido como Raw Women's Championship.       |
| World Women's Championship            | 4      | 4         | Anteriormente conocido como SmackDown Women's Championship. |
| WWE United States Championship        | 1      | 0         |                                                             |

## Lista de Ganadores de Money in the Bank
| WrestleMania Money in the Bank | WrestleMania Money in the Bank                                                                                | WrestleMania Money in the Bank | WrestleMania Money in the Bank | WrestleMania Money in the Bank | WrestleMania Money in the Bank | WrestleMania Money in the Bank             |
| Ganador                        | Participantes                                                                                                 | Marca                          | Fecha                          | Evento                         | Tiempo                         | Contrato                                   |
| ------------------------------ | --- | ------------------------------ | ------------------------------ | ------------------------------ | ------------------------------ | ------------------------------------------ |
| Edge                           | Chris Benoit, Shelton Benjamin, Kane, Christian y Chris Jericho                                               | RAW                            | 3 de abril de 2005             | WrestleMania 21                | 15:17                          | Campeonato Mundial de elección del Ganador |
| Rob Van Dam                    | Finlay, Matt Hardy, Bobby Lashley, Shelton Benjamin y Ric Flair                                               | RAW-SD                         | 2 de abril de 2006             | WrestleMania 22                | 12:21                          | Campeonato Mundial de elección del Ganador |
| Mr. Kennedy                    | Finlay, Edge, CM Punk, Matt Hardy, Jeff Hardy, Randy Orton y King Booker                                      | RAW-SD-ECW                     | 1 de abril de 2007             | WrestleMania 23                | 19:10                          | Campeonato Mundial de la Marca del Ganador |
| CM Punk                        | Mr.Kennedy, Shelton Benjamin, Chris Jericho, Carlito, Montel Vontavious Porter y John Morrison                | RAW-SD-ECW                     | 30 de marzo de 2008            | WrestleMania XXIV              | 13:55                          | Campeonato Mundial de la Marca del Ganador |
| CM Punk                        | Kane, Montel Vontavious Porter, Shelton Benjamin, Christian, Finlay, Mark Henry y Kofi Kingston               | RAW-SD-ECW                     | 5 de abril de 2009             | WrestleMania XXV               | 14:23                          | Campeonato Mundial de la Marca del Ganador |
| Jack Swagger                   | Christian, Matt Hardy, Kane, Kofi Kingston, Shelton Benjamin, MVP, Drew McIntyre, Dolph Ziggler y Evan Bourne | RAW-SD                         | 28 de marzo de 2010            | WrestleMania XXVI              | 13:44                          | Campeonato Mundial de la Marca del Ganador |

| Money in the Bank PPV | Money in the Bank PPV                                                                          | Money in the Bank PPV | Money in the Bank PPV | Money in the Bank PPV | Money in the Bank PPV                          |
| Ganador               | Participantes                                                                                  | Marca                 | Fecha                 | Tiempo                | Contrato                                       |
| --------------------- | ---------------------------------------------------------------------------------------------- | --------------------- | --------------------- | --------------------- | ---------------------------------------------- |
| The Miz               | Randy Orton, John Morrison, Evan Bourne, Chris Jericho, Edge, Mark Henry y Ted DiBiase         | RAW                   | 18 de julio de 2010   | 20:25                 | WWE Championship                               |
| Kane                  | Drew McIntyre, Kofi Kingston, Matt Hardy, Christian, Dolph Ziggler, The Big Show y Cody Rhodes | SmackDown             | 18 de julio de 2010   | 26:17                 | World Heavyweight Championship                 |
| Alberto Del Rio       | The Miz, Kofi Kingston, Evan Bourne, Jack Swagger, Rey Mysterio, Alex Riley y R-Truth          | RAW                   | 17 de julio de 2011   | 15:54                 | WWE Championship                               |
| Daniel Bryan          | Kane, Cody Rhodes, Wade Barrett, Sin Cara, Sheamus, Heath Slater y Justin Gabriel              | SmackDown             | 17 de julio de 2011   | 24:28                 | World Heavyweight Championship                 |
| John Cena             | The Miz, Chris Jericho, Big Show y Kane                                                        | RAW-SmackDown         | 15 de julio de 2012   | 19:10                 | WWE Championship                               |
| Dolph Ziggler         | Damien Sandow, Cody Rhodes, Santino Marella, Sin Cara, Tyson Kidd, Tensai y Christian          | RAW-SmackDown         | 15 de julio de 2012   | 26:10                 | World Heavyweight Championship                 |
| Randy Orton           | Sheamus, CM Punk, Daniel Bryan, Rob Van Dam y Christian                                        | RAW-SmackDown         | 14 de julio de 2013   | 26:47                 | WWE Championship                               |
| Damien Sandow         | Antonio Cesaro, Fandango, Cody Rhodes, Wade Barrett, Jack Swagger y Dean Ambrose               | RAW-SmackDown         | 14 de julio de 2013   | 16:23                 | World Heavyweight Championship                 |
| Seth Rollins          | Jack Swagger, Dolph Ziggler, Rob Van Dam, Kofi Kingston y Dean Ambrose                         | RAW-SmackDown         | 29 de junio de 2014   | 23:13                 | WWE World Heavyweight Championship             |
| Sheamus               | Roman Reigns, Neville, Randy Orton, Kofi Kingston, Kane y Dolph Ziggler                        | RAW-SmackDown         | 14 de junio de 2015   | 20:35                 | WWE World Heavyweight Championship             |
| Dean Ambrose          | Sami Zayn, Cesaro, Chris Jericho, Kevin Owens y Alberto Del Rio                                | RAW-SmackDown         | 19 de junio de 2016   | 21:38                 | WWE World Heavyweight Championship             |
| Baron Corbin          | AJ Styles, Sami Zayn, Dolph Ziggler, Shinsuke Nakamura y Kevin Owens                           | SmackDown             | 18 de junio de 2017   | 29:50                 | WWE Championship                               |
| Carmella              | Natalya, Becky Lynch, Charlotte Flair y Tamina                                                 | SmackDown             | 27 de junio de 2017   | 17:33                 | SmackDown Women's Championship                 |
| Braun Strowman        | Finn Bálor, The Miz, Rusev, Bobby Roode, Kevin Owens, Kofi Kingston y Samoa Joe                | RAW-SmackDown         | 17 de junio de 2018   | 20:00                 | Campeonato Mundial de la Marca del Ganador     |
| Alexa Bliss           | Ember Moon, Charlotte Flair, Becky Lynch, Natalya, Lana, Naomi y Sasha Banks                   | RAW-SmackDown         | 17 de junio de 2018   | 18:30                 | Campeonato Femenino de la Marca de la Ganadora |
| Brock Lesnar          | Ricochet, Drew McIntyre, Baron Corbin, Ali, Finn Bálor, Andrade y Randy Orton                  | RAW-SmackDown         | 19 de mayo de 2019    | 19:00                 | Campeonato Mundial de la Marca del Ganador     |
| Bayley                | Natalya, Dana Brooke, Naomi, Nikki Cross, Mandy Rose, Ember Moon y Carmella                    | RAW-SmackDown         | 19 de mayo de 2019    | 13:50                 | Campeonato Femenino de la Marca de la Ganadora |
| Otis                  | Rey Mysterio, Daniel Bryan, Baron Corbin, AJ Styles y Aleister Black                           | RAW -SmackDown        | 10 de mayo de 2020    | 27:15                 | Campeonato Mundial de la Marca del Ganador     |
| Asuka                 | Lacey Evans, Nia Jax, Dana Brooke, Shayna Baszler y Carmella                                   | RAW - SmackDown       | 10 de mayo de 2020    | 22:00                 | Raw Women's Championship                       |
| Big E                 | Drew McIntyre, Riddle, Ricochet, John Morrison, Kevin Owens, Seth Rollins y King Nakamura      | RAW - SmackDown       | 18 de julio de 2021   | 17:40                 | Campeonato Mundial a elección del ganador      |
| Nikki A. S. H.        | Asuka, Alexa Bliss, Liv Morgan, Naomi, Natalya, Tamina y Zelina Vega                           | RAW - SmackDown       | 18 de julio de 2021   | 15:45                 | Campeonato Femenino a elección de la ganadora  |
| Theory                | Seth "Freakin" Rollins, Drew McIntyre, Sheamus, Omos, Sami Zayn, Riddle y Madcap Moss          | RAW - SmackDown       | 2 de julio de 2022    | 25:25                 | Undisputed WWE Universal Championship          |
| Liv Morgan            | Lacey Evans, Alexa Bliss, Raquel Rodríguez, Asuka, Shotzi y Becky Lynch                        | RAW - SmackDown       | 2 de julio de 2022    | 16:35                 | Campeonato Femenino a elección de la ganadora  |
| Damian Priest         | Ricochet, Shinsuke Nakamura, LA Knight, Santos Escobar, Butch y Logan Paul                     | RAW - SmackDown       | 1 de julio de 2023    | 20:25                 | Campeonato Mundial a elección del ganador      |
| Iyo Sky               | Zelina Vega, Becky Lynch, Zoey Stark, Bayley y Trish Stratus                                   | RAW - SmackDown       | 1 de julio de 2023    | 18:05                 | Campeonato Femenino a elección de la ganadora  |
| Drew McIntyre         | Jey Uso, Carmelo Hayes, Andrade, Chad Gable y LA Knight                                        | RAW - SmackDown       | 6 de julio de 2024    |                       | Campeonato Mundial a elección del ganador      |
| Tiffany Stratton      | Iyo Sky, Chelsea Green, Lyra Valkyria, Naomi y Zoey Stark                                      | RAW - SmackDown       | 6 de julio de 2024    |                       | Campeonato Femenino a elección de la ganadora  |
| Seth Rollins          | Andrade, El Grande Americano, LA Night, Penta y Solo Sikoa                                     | RAW - SamckDown       | 7 de junio de 2025    |                       | Campeonato Mundial a elección del ganador      |
| Naomi                 | Alexa Bliss, Roxanne Perez, Rhea Ripley, Giulia y Stephanie Vaquer.                            | RAW - SmackDown       | 7 de junio de 2025    |                       | Campeonato Femenino a elección del ganadora    |

## Canjeo del Maletín por Campeonato
| Canjeo del Maletín Masculino | Canjeo del Maletín Masculino       | Canjeo del Maletín Masculino | Canjeo del Maletín Masculino | Canjeo del Maletín Masculino | Canjeo del Maletín Masculino |
| Mr. MITB                     | Campeonato                         | Fecha                        | Evento                       | Campeón                      | Notas |
| ---------------------------- | ---------------------------------- | ---------------------------- | ---------------------------- | ---------------------------- | --- |
| Edge                         | WWE Championship                   | 8 de enero de 2006           | New Year's Revolution        | John Cena                    | Canjeó el maletín contra John Cena, quien acababa de retener su título en un Elimination Chamber Match ante otros cinco luchadores. Previamente, Edge retuvo el maletín ante Chris Benoit y Matt Hardy, originalmente el maletín iba a ser canjeado por el Campeonato Mundial Pesado pero el Draft 2005 envió a John Cena a la marca de Edge. |
| Rob Van Dam                  | WWE Championship                   | 11 de junio de 2006          | ECW One Night Stand          | John Cena                    | Canjeó el maletín contra John Cena, a quien retó a una lucha para cobrar su maletín, siendo el primero en la historia en cobrar su maletín para una lucha pactada y no de manera sorpresiva. Previamente Van Dam defendió el maletín ante Shelton Benjamin, ganando el Campeonato Intercontinental en el proceso. |
| Edge                         | World Heavyweight Championship     | 11 de mayo de 2007           | SmackDown                    | The Undertaker               | Originalmente, el ganador era Mr. Kennedy pero perdió su maletín en una lucha ante Edge. Canjeó el maletín contra The Undertaker, quien acababa de retener su título con un empate ante Batista, en un Steel Cage Match, seguido de un ataque de Mark Henry. |
| CM Punk                      | World Heavyweight Championship     | 30 de junio de 2008          | Raw                          | Edge                         | Canjeó el maletín contra Edge, quien había sido atacado por Batista debido a su imposibilidad de conseguir el título de Edge el día anterior en Night of Champions por la interferencia de La Familia. De no haber ocurrido este suceso, Edge habría dejado a Raw sin un título mundial, ya que una semana antes se celebró el WWE Draft, y el campeón de WWE Triple H, fue transferido a SmackDown quedando en la misma marca junto al Campeón Mundial Peso Pesado Edge. |
| CM Punk                      | World Heavyweight Championship     | 7 de junio de 2009           | Extreme Rules                | Jeff Hardy                   | Canjeó el maletín contra Jeff Hardy, quien acababa de ganar el título al derrotar a Edge en un Ladder Match, siendo esta la segunda vez consecutiva en que Punk cobrara su maletín con éxito. Punk intentó canjear en los tres SmackDown previos, pero Umaga siempre se lo impidió. |
| Jack Swagger                 | World Heavyweight Championship     | 30 de marzo de 2010          | SmackDown                    | Chris Jericho                | Canjeó el maletín contra Chris Jericho, quien había sido atacado por Edge, siendo uno de los que menos tiempo mantuvo el maletín al cobrarlo en tan solo dos días (cinco días, si se toma en cuenta la emisión de Smackdown tres días después del 2 de abril de 2010). Fue el último maletín ganado en WrestleMania. |
| Kane                         | World Heavyweight Championship     | 18 de julio de 2010          | Money in the Bank            | Rey Mysterio                 | Canjeó el maletín contra Rey Mysterio, quien acababa de retener su campeonato ante Jack Swagger, fue el primer canje en hacerlo efectivo la misma noche de ganar el maletín. |
| The Miz                      | WWE Championship                   | 22 de noviembre de 2010      | Raw                          | Randy Orton                  | Canjeó el maletín contra Randy Orton, quien acababa de retener su campeonato ante Wade Barrett, seguido de un ataque de The Nexus. |
| Alberto Del Rio              | WWE Championship                   | 14 de agosto de 2011         | SummerSlam                   | CM Punk                      | Canjeó el maletín contra CM Punk, quien se acababa de convertir en Campeón indiscutible luego de derrotar a John Cena, para luego ser atacado por Kevin Nash. |
| Daniel Bryan                 | World Heavyweight Championship     | 18 de diciembre de 2011      | WWE TLC                      | Big Show                     | Canjeó el maletín contra Big Show, quien acababa de ganar el campeonato a Mark Henry en un Chairs Match, previamente atacado por Henry. |
| John Cena                    | WWE Championship                   | 23 de julio de 2012          | Raw #1000                    | CM Punk                      | Canjeó el maletín contra CM Punk, pero no pudo ganar el campeonato ya que ganó la lucha por descalificación tras una intervención de Big Show, convirtiéndose en el primer luchador en fallar un canje y también el primero en perder por descalificación. Además, fue la segunda vez que se canjea el maletín para una lucha pactada. |
| Dolph Ziggler                | World Heavyweight Championship     | 8 de abril de 2013           | Raw                          | Alberto Del Rio              | Canjeó el maletín contra Alberto Del Rio quién acababa de ganar un 2 on 1 Handicap Match contra Jack Swagger y Zeb Colter seguido de un ataque de Jack Swagger. Ziggler, previamente, intentó el canje 7 veces pero siempre resultaba atacado por otros luchadores. |
| Randy Orton                  | WWE Championship                   | 18 de agosto de 2013         | SummerSlam                   | Daniel Bryan                 | Canjeó el maletín contra Daniel Bryan, quien acababa de ganar el título tras vencer a John Cena en una lucha con Triple H como arbitró especial invitado, seguido de un ataque de Triple H dando inicio a la facción The Authority. |
| Damien Sandow                | World Heavyweight Championship     | 28 de octubre de 2013        | Raw                          | John Cena                    | Canjeó el maletín contra John Cena, atacándolo previamente pero perdió la lucha ante Cena, convirtiéndose en el segundo luchador en fallar un canje y el primero en perder su maletín por pinfall. |
| Seth Rollins                 | WWE World Heavyweight Championship | 29 de marzo de 2015          | WrestleMania 31              | Brock Lesnar                 | Canjeó el maletín contra Brock Lesnar, en medio de la lucha contra Roman Reigns, convirtiéndola en un Triple Threat Match, fue el primer canje en WrestleMania y el primero en no hacer el conteo al campeón para ganar el título. Además fue la primera vez que se canjeó el maletín durante una lucha en progreso. |
| Sheamus                      | WWE World Heavyweight Championship | 22 de noviembre de 2015      | Survivor Series              | Roman Reigns                 | Canjeó el maletín contra Roman Reigns, quien acababa de ganar título ante Dean Ambrose en la lucha final del torneo por el campeonato vacante. |
| Dean Ambrose                 | WWE World Heavyweight Championship | 19 de junio de 2016          | Money in the Bank            | Seth Rollins                 | Canjeó el maletín contra Seth Rollins, quien acababa de ganar el título ante Roman Reigns. Fue el segundo canje en hacerlo efectivo la misma noche de ganar el maletín. |
| Baron Corbin                 | WWE Championship                   | 15 de agosto de 2017         | SmackDown Live               | Jinder Mahal                 | Canjeó el maletín contra Jinder Mahal, a quién atacó en medio de su lucha contra John Cena, pero no pudo ganar la lucha, convirtiéndose en el tercer luchador en fallar un canje. |
| Braun Strowman               | WWE Universal Championship         | 16 de septiembre de 2018     | Hell in a Cell               | Roman Reigns                 | Canjeó su maletín con el GM interino de Raw Baron Corbin para enfrentarse contra Roman Reigns en un Hell in a Cell Match. El combate terminó sin resultado debido a que Brock Lesnar interfirió y atacó a ambos luchadores. Es la tercera vez que se canjea el maletín para una lucha pactada y la cuarta vez que el dueño del maletín no consigue el título. |
| Brock Lesnar                 | WWE Universal Championship         | 14 de julio de 2019          | Extreme Rules                | Seth Rollins                 | Canjeó el maletín contra Seth Rollins, quien acababa de retener el título junto a Becky Lynch ante Baron Corbin y Lacey Evans. Fue la segunda vez en canjearse por el Campeonato Universal, y la primera vez que se logra efectivamente. |
| The Miz                      | WWE Championship                   | 21 de febrero de 2021        | Elimination Chamber          | Drew McIntyre                | Originalmente, el ganador era Otis pero este lo perdió ante The Miz en Hell in a Cell gracias a que Tucker atacó a Otis con el maletín, traicionándolo. Inicialmente, se canjeó el maletín contra Drew McIntyre en medio de un TLC Match contra AJ Styles, convirtiéndola en un Triple Threat Match pero perdió la lucha ante McIntyre. Sin embargo, como el que canjeó el maletín fue John Morrison y no The Miz, el 28 de diciembre en Raw, Adam Pierce le devolvió dicho maletín, permaneciendo como ganador vigente. Canjeó el maletín contra Drew McIntyre, quien acababa de retener el título en la Elimination Chamber Match. |
| Big E                        | WWE Championship                   | 13 de septiembre de 2021     | Raw                          | Bobby Lashley                | Canjeó el maletín contra Bobby Lashley, quien acababa de retener el título ante Randy Orton en Raw. |
| Austin Theory                | WWE United States Championship     | 7 de noviembre de 2022       | Raw                          | Seth Rollins                 | Canjeó el maletín contra Seth Rollins, pero no pudo ganar el campeonato debido a una interferencia de Bobby Lashley, convirtiéndose en el quinto luchador en fallar su canje y el primero en apostar el maletín por un campeonato secundario. |
| Damian Priest                | World Heavyweight Championship     | 7 de abril de 2024           | WrestleMania XL              | Drew McIntyre                | Canjeó el maletín contra Drew McIntyre, quien acababa de ganar el título ante Seth Rollins, seguido de un ataque de CM Punk. |
| Drew McIntyre                | World Heavyweight Championship     | 6 de julio de 2024           | Money in the Bank            | Damian Priest                | Canjeó el maletín contra Damian Priest, en medio de la lucha contra Seth Rollins, convirtiéndola en un Triple Threat Match (siendo el segundo en canjear durante una lucha en curso), pero no pudo ganar el campeonato debido a una interferencia de CM Punk, convirtiéndose en el sexto luchador en fallar su canje. |
| Seth Rollins                 | World Heavyweight Championship     | 2 de agosto de 2025          | SummerSlam                   | CM Punk                      | Canjeó el maletín contra CM Punk, quien acababa de ganar el título ante Gunther. |

| Canjeo del Maletín Femenino | Canjeo del Maletín Femenino    | Canjeo del Maletín Femenino | Canjeo del Maletín Femenino | Canjeo del Maletín Femenino | Canjeo del Maletín Femenino |
| Miss MITB                   | Campeonato                     | Fecha                       | Evento                      | Campeona                    | Notas |
| --------------------------- | ------------------------------ | --------------------------- | --------------------------- | --------------------------- | --- |
| Carmella                    | SmackDown Women's Championship | 10 de abril de 2018         | SmackDown Live              | Charlotte Flair             | Canjeó el maletín contra Charlotte Flair, después de que Billie Kay y Peyton Royce atacaran a Charlotte. Carmella ganó el combate original de Money in the Bank pero fue destituida por el Gerente General de SmackDown Live, Daniel Bryan, anulando el combate debido al controversial final ya que fue James Ellsworth quién descolgó el maletín y se lo entregó. La siguiente semana en SmackDown se repitió el combate ganando Carmella de forma legal, a pesar de haber ganado 2 combates, WWE la reconoce como ganadora una sola vez. |
| Alexa Bliss                 | Raw Women's Championship       | 17 de junio de 2018         | Money in the Bank           | Nia Jax                     | Canjeó el maletín contra Nia Jax, luego de atacar a Ronda Rousey descalificando la lucha titular. Fue el tercer canje en hacerlo efectivo la misma noche de ganar el maletín y la primera luchadora que lo hizo. |
| Bayley                      | SmackDown Women's Championship | 19 de mayo de 2019          | Money in the Bank           | Charlotte Flair             | Canjeó el maletín contra Charlotte Flair, luego de que esta derrotara a la excampeona Becky Lynch y la atacara junto a Lacey Evans descalificando la lucha titular. Fue el cuarto canje en hacerlo efectivo la misma noche de ganar el maletín, la segunda luchadora que lo hizo y la que menos tiempo tardó en canjearlo. Como consecuencia, Bayley fue la primera Campeona Grand Slam de WWE. |
| Asuka                       | Raw Women's Championship       | 10 de mayo de 2020          | Raw                         | Becky Lynch                 | Originalmente, Asuka fue la ganadora del maletín pero el 10 de mayo en Raw, se reveló que el maletín contenía el Campeonato Femenino de Raw y que fue entregado por Becky Lynch, esto debido al anuncio de su embarazo, por lo que tuvo que renunciar al título. Es considerado como canje por el Campeonato Femenino de Raw. Como consecuencia, Asuka fue la segunda Campeona Grand Slam de WWE y la primera en ganar todos los logros y títulos femeninos de WWE.                                                                         |
| Nikki A. S. H.              | Raw Women's Championship       | 19 de julio de 2021         | Raw                         | Charlotte Flair             | Canjeó el maletín contra Charlotte Flair luego de ésta fuera atacada por Rhea Ripley, tras retener su título mediante una derrota por descalificación. Fue la tercera luchadora que menos tiempo tardó en canjearlo. |
| Liv Morgan                  | SmackDown Women's Championship | 2 de julio de 2022          | Money in the Bank           | Ronda Rousey                | Canjeó el maletín contra Ronda Rousey luego de que retuviera el campeonato contra Natalya. Fue el quinto canje en hacerlo efectivo la misma noche de ganar el maletín y la tercera luchadora que lo hizo. |
| Iyo Sky                     | WWE Women's Championship       | 5 de agosto de 2023         | SummerSlam                  | Bianca Belair               | Canjeó el maletín contra Bianca Belair luego de que ésta recién ganaba el campeonato tras vencer a Asuka y a Charlotte Flair. |
| Tiffany Stratton            | WWE Women's Championship       | 3 de enero de 2025          | SmackDown                   | Nia Jax                     | Stratton canjeó contra Nia Jax luego que defendiera el campeonato tras vencer a Naomi. |
| Naomi                       | Women's World Championship     | 13 de julio de 2025         | Evolution                   | Iyo Sky                     | Canjeó el maletín sumándose a la lucha titular entre la campeona Iyo Sky y Rhea Ripley. |

## Participantes
| #  | Luchador                        | Victorias | Participaciones |
| -- | ------------------------------- | --------- | --------------- |
| 1  | Seth Rollins                    | 2         | 5               |
| 2  | CM Punk                         | 2         | 2               |
| 3  | The Miz                         | 2         | 4               |
| 4  | Edge                            | 2         | 3               |
| 5  | Kane                            | 1         | 7               |
| 6  | Dolph Ziggler                   | 1         | 6               |
| 7  | Drew McIntyre                   | 1         | 6               |
| 8  | Randy Orton                     | 1         | 5               |
| 9  | Jack Swagger                    | 1         | 4               |
| 10 | Rob Van Dam                     | 1         | 3               |
| 11 | Daniel Bryan                    | 1         | 3               |
| 12 | Sheamus                         | 1         | 3               |
| 13 | Dean Ambrose                    | 1         | 3               |
| 14 | Baron Corbin/King Corbin        | 1         | 3               |
| 15 | Mr. Kennedy                     | 1         | 2               |
| 16 | Alberto Del Rio                 | 1         | 2               |
| 17 | Damien Sandow                   | 1         | 2               |
| 18 | John Cena                       | 1         | 1               |
| 19 | Braun Strowman                  | 1         | 1               |
| 20 | Brock Lesnar                    | 1         | 1               |
| 21 | Otis                            | 1         | 1               |
| 22 | Big E                           | 1         | 1               |
| 23 | Austin Theory                   | 1         | 1               |
| 24 | Damian Priest                   | 1         | 1               |
| 25 | Kofi Kingston                   |           | 7               |
| 26 | Christian                       |           | 6               |
| 27 | Chris Jericho                   |           | 5               |
| 28 | Shelton Benjamin                |           | 5               |
| 29 | Cody Rhodes                     |           | 4               |
| 30 | Matt Hardy                      |           | 4               |
| 31 | Kevin Owens                     |           | 4               |
| 32 | Sami Zayn                       |           | 4               |
| 33 | Shinsuke Nakamura/King Nakamura |           | 3               |
| 34 | Ricochet                        |           | 3               |
| 35 | Evan Bourne                     |           | 3               |
| 36 | Finlay                          |           | 3               |
| 37 | Montel Vontavious Porter        |           | 3               |
| 38 | John Morrison                   |           | 3               |
| 39 | (Antonio) Cesaro                |           | 2               |
| 40 | The Big Show                    |           | 2               |
| 41 | Mark Henry                      |           | 2               |
| 42 | Sin Cara                        |           | 2               |
| 43 | Wade Barrett                    |           | 2               |
| 44 | AJ Styles                       |           | 2               |
| 45 | Finn Bálor                      |           | 2               |
| 46 | Rey Mysterio                    |           | 2               |
| 47 | Alex Riley                      |           | 1               |
| 48 | Ali                             |           | 1               |
| 49 | Andrade                         |           | 1               |
| 50 | Bobby Lashley                   |           | 1               |
| 51 | Bobby Roode                     |           | 1               |
| 52 | Carlito                         |           | 1               |
| 53 | Chris Benoit                    |           | 1               |
| 54 | Fandango                        |           | 1               |
| 55 | Heath Slater                    |           | 1               |
| 56 | Jeff Hardy                      |           | 1               |
| 57 | Justin Gabriel                  |           | 1               |
| 58 | King Booker                     |           | 1               |
| 59 | Neville                         |           | 1               |
| 60 | Ric Flair                       |           | 1               |
| 61 | Roman Reigns                    |           | 1               |
| 62 | R-Truth                         |           | 1               |
| 63 | Rusev                           |           | 1               |
| 64 | Samoa Joe                       |           | 1               |
| 65 | Santino Marella                 |           | 1               |
| 66 | Ted DiBiase, Jr.                |           | 1               |
| 67 | Tensai                          |           | 1               |
| 68 | Tyson Kidd                      |           | 1               |
| 69 | Aleister Black                  |           | 1               |
| 70 | Riddle                          |           | 1               |
| 71 | Omos                            |           | 1               |
| 72 | Madcap Moss                     |           | 1               |
| 73 | Santos Escobar                  |           | 1               |
| 74 | Butch                           |           | 1               |
| 75 | LA Knight                       |           | 1               |
| 76 | Logan Paul                      |           | 1               |

| #  | Luchadora                | Victorias | Participaciones |
| -- | ------------------------ | --------- | --------------- |
| 1  | Carmella                 | 2         | 4               |
| 2  | Naomi                    | 1         | 5               |
| 3  | Alexa Bliss              | 1         | 4               |
| 4  | Asuka                    | 1         | 3               |
| 5  | Liv Morgan               | 1         | 2               |
| 6  | Nikki Cross/Nikki A.S.H. | 1         | 2               |
| 7  | Bayley                   | 1         | 2               |
| 8  | Iyo Sky                  | 1         | 2               |
| 9  | Tiffany Stratton         | 1         | 1               |
| 10 | Becky Lynch              |           | 5               |
| 11 | Natalya                  |           | 5               |
| 12 | Tamina                   |           | 3               |
| 13 | Charlotte Flair          |           | 3               |
| 14 | Zelina Vega              |           | 2               |
| 15 | Lana                     |           | 2               |
| 16 | Sasha Banks              |           | 2               |
| 17 | Ember Moon               |           | 2               |
| 18 | Dana Brooke              |           | 2               |
| 19 | Zoey Stark               |           | 2               |
| 20 | Mandy Rose               |           | 1               |
| 21 | Lacey Evans              |           | 1               |
| 22 | Shayna Baszler           |           | 1               |
| 23 | Nia Jax                  |           | 1               |
| 24 | Shotzi                   |           | 1               |
| 25 | Raquel Rodríguez         |           | 1               |
| 26 | Trish Stratus            |           | 1               |
| 27 | Chelsea Green            |           | 1               |
| 28 | Lyra Valkyria            |           | 1               |
| 29 | Rhea Ripley              |           | 1               |
| 28 | Stephanie Vaquer         |           | 1               |
| 28 | Giulia                   |           | 1               |
| 28 | Roxanne Perez            |           | 1               |

## Estadísticas

### Lucha
- El Money in the Bank que más tiempo duro fue el decimonoveno con 29:50 y el que menos tiempo duro fue el segundo con 12:21.

- CM Punk y Carmella son los únicos luchadores en ganar la lucha dos veces consecutivamente. Punk lo hizo en WrestleMania XXIV y en WrestleMania XXV, mientras Carmella en Money in the Bank y en el siguiente SmackDown Live. Aunque se debe aclarar que el primer maletín que ganó esta última fue devuelto por orden del entonces General Manager de Smackdown Live Daniel Bryan, quien pactó nuevamente la lucha en un episodio de Smackdown Live, en el cual Carmella volvió a ganar el maletín.

- Kane y Kofi Kingston son los luchadores masculinos que más apariciones han tenido en este tipo de luchas, con un total de ocho. Por el lado de las mujeres, Becky Lynch, Natalya y Naomi poseen la mayor cantidad de participaciones, con 5 luchas cada una.

- El Money in the Bank con más luchadores fue el unificado de 2020 con 12 luchadores/as, siendo además el único mixto entre hombres y mujeres, y el que menos, fue el WWE Championship Money in the Bank de 2012 y el SmackDown Women's Championship de 2017 con solo 5 luchadores/as.

- Edge, Rob Van Dam, Mr. Kennedy, Jack Swagger, The Miz, Daniel Bryan, Alberto Del Rio, John Cena, Seth Rollins, Baron Corbin, Carmella, Alexa Bliss, Braun Strowman, Bayley, Brock Lesnar, Asuka, Otis, Big E, Austin Theory, Damian Priest, Iyo Sky y Tiffany Stratton han ganado el Money in the Bank en su primera vez que participaron. Pero solo Cena, Strowman, Lesnar, Otis, Big E, Theory, Priest y Stratton ganaron en su única vez que participan.

- Kofi Kingston (con 7 luchas); y Natalya, Becky Lynch y Naomi (las tres con 5 luchas) son los que más veces participaron de la lucha masculina y femenina, sin poder ganar el maletín.

- Los años 2010 y 2017 son los que han tenido más combates de este tipo, con tres.

- 2017 es el único año a la fecha que hubo un Money in the Bank en un show semanal, siendo el 27 de junio en SmackDown.

- John Morrison fue el primer y único luchador que ha competido en esta lucha en tres décadas distintas: 2000s, 2010s y 2020s.

- Brock Lesnar fue el único ganador del maletín siendo un luchador no confirmado dentro de la lucha por el mismo, en la edición de 2019.

- Austin Theory fue el único ganador del maletín habiendo perdido anteriormente una lucha individual la misma noche, en la edición de 2022.

- En 2020, tanto la lucha masculina como la femenina se unificaron en un solo combate, siendo también la primera lucha en modalidad No Holds Barred Ladder Match en la historia de Money in the Bank.

### Maletín
- El Campeonato por el que más veces se ha canjeado el maletín de manera consecutiva es la versión antigua del Campeonato Mundial Peso Pesado, canjeado cinco veces seguidas entre 2007 y 2010.

- Los campeonatos que más veces se han canjeado el maletín son el Campeonato de WWE (hombres) y el Campeonato Femenino de WWE (mujeres), canjeado un total de doce y cinco veces, respectivamente.

- El Campeonato de los Estados Unidos es el primer título secundario (o mid-card) por el que se ha intentado canjear el maletín.

- Iyo Sky y Dean Ambrose son los luchadores que menos tiempo tardaron en ganar un título después de canjear el maletín. A Sky le tomó ocho segundos, y a Ambrose le tomó nueve segundos.

- Edge, CM Punk, Carmella, The Miz y Seth Rollins son los luchadores que más veces han ganado/poseído el MITB, con dos veces cada uno.

- Mr. Kennedy, Carmella, y Otis son los únicos luchadores que nunca canjearon el maletín. Kennedy y Otis por haberlo perdido al apostarlo contra Edge y The Miz respectivamente; mientras que Carmella (primer maletín) debido a que se lo quitaron y dejaron vacante por el controvertido final del combate.

- El maletín que más tiempo demoró en usarse fue el de Carmella en SmackDown que tardó 287 días, superando a Edge en WrestleMania 21 que demoró 280 días en canjearlo. Los que menos tiempo tardaron en usarse fueron el de Money in the Bank 2010, Money in the Bank 2016, Money in the Bank 2018, Money in the Bank 2019, Money in the Bank 2022 y  Money in the Bank 2024 usándolo Kane, Dean Ambrose, Alexa Bliss, Bayley, Liv Morgan y Drew McIntyre respectivamente, la misma noche en que lo ganaron.

- Charlotte Flair es la luchadora que más veces ha perdido un campeonato a causa de un canje, con tres ocasiones. Ella perdió dos veces el Campeonato Femenino de SmackDown (la primera contra Carmella en SmackDown Live y la segunda contra Bayley en Money in the Bank 2019), y el Campeonato Femenino de Raw ante Nikki A.S.H. en el programa homónimo.

- John Cena, Damien Sandow, Baron Corbin, Braun Strowman, Austin Theory y Drew McIntyre son los únicos luchadores que al canjear el maletín, no ganaron el campeonato. Cena ganó el combate vía descalificación, pero las normas no permiten ganar el título por descalificación. Sandow lo hizo perdiendo el combate vía pinfall, precisamente ante Cena. Corbin lo hizo perdiendo vía pinfall ante Jinder Mahal, cuando Cena interfirió a favor de Mahal. Strowman lo hizo en una lucha ante Roman Reigns que terminó con Brock Lesnar interfirió en la lucha de Hell in a Cell, dejando esta sin resultado. Theory lo hizo perdiendo vía pinfall ante Seth Rollins. McIntyre lo hizo perdiendo via pinfall ante Damian Priest, durante una lucha con Seth Rollins en la que fue añadido al hacer efectivo su maletín, luego de ser atacado por CM Punk.

- Rob Van Dam, John Cena y Braun Strowman son los únicos luchadores que canjearon sus maletines para tener una lucha oficial pactada con anterioridad por el título. Van Dam lo hizo en 2006 frente a Cena y ganó el título, el propio Cena lo hizo en 2012 frente a CM Punk pero perdió por descalificación, y Strowman canjeó el suyo para enfrentarse a Roman Reigns en Hell in a Cell pero no consiguió ganar el título debido a un empate producido por la interferencia de Brock Lesnar.

- Austin Theory es el único luchador en canjear el maletín por medio de un reto abierto. Esto fue en 2022 cuando se enfrentó a Seth Rollins, aunque no pudo ganar el título.

- Becky Lynch fue la primera campeona que renunció voluntariamente al título para que la ganadora del maletín acceda directamente al título. Esto se llevó a cabo debido a su embarazo, siendo Asuka la que accede al título como ganadora del maletín.

- Asuka es la primera luchadora en ganar un campeonato sin haber competido, ya que Becky Lynch renunció al campeonato por su embarazo; además, el Campeonato Femenino de Raw, se encontraba dentro del maletín.

- WrestleMania 31 es el primer WrestleMania en donde se llegó a canjear un maletín, otorgándole el Campeonato (Mundial Peso Pesado) de WWE a Seth Rollins, el cual lo canjeó durante la lucha entre Brock Lesnar y Roman Reigns, derrotando a ambos. Además, esta fue la primera vez que el maletín se canjeó dentro de un combate en curso.

- Seth Rollins, The Miz, Drew McIntyre y Naomi son los únicos luchadores que canjearon el maletín dentro de un combate en curso.

- The Miz es el único luchador en tener un canjeo exitoso del maletín (2010) y un canjeo fallido (2020).

- Raw es el show semanal en donde más veces un luchador ha canjeado el maletín, en nueve ocasiones. En cuanto a eventos premium se refiere, Money in the Bank es donde más canjes hubo, con seis.

- 2010, 2013, 2018, 2021 y 2025 fueron los años en los que hubo más canjes del maletín, con tres. Mientras que 2005 y 2014 fueron los años en los que no hubo ningún canjeo.

- Austin Theory es el luchador más joven en haber ganado el maletín (24 años y 10 meses), mientras que Kane es el más veterano al tener 43 años y 2 meses en el momento en que ganó el maletín.

- Maryse fue la primera mujer en intentar descolgar el maletín masculino, aunque participaba como mánager. En contraparte, James Ellsworth fue el primer hombre en descolgar el maletín femenino en la edición inaugural de 2017, otorgándoselo a Carmella.

- The Miz es el único luchador el cual, pese a haber usado su contrato por una lucha titular y haber perdido, se le fue dado el maletín nuevamente, esto, debido a que quien dio las órdenes del canjeo fue John Morrison y no el mismo The Miz.

- Edge, Rob Van Dam, CM Punk, Damien Sandow, Brock Lesnar, Damian Priest, Tiffany Stratton, Seth Rollins y Naomi son los únicos luchadores que tuvieron diseños personalizados del maletín.

- Ya sea recibiendo el canje, canjeando o participando de una lucha afectada por el canje, Seth Rollins es quien más luchas generadas por el canjeo del maletín ha disputado, con 5 combates en total.

- Seth Rollins es el único luchador en recibir un canje portando tres campeonatos diferentes: El Campeonato de la WWE en 2016, el Campeonato Universal en 2019 y el Campeonato de los Estados Unidos en 2022.

- «Brock Lesnar vs. Seth Rollins», «The Miz vs. Drew McIntyre» y «McIntyre vs. Damian Priest» son los únicos enfrentamientos que se han dado entre sí en más de una ocasión con un canjeo de por medio. Rollins canjeando ante Lesnar en WrestleMania 31, y Lesnar canjeando ante Rollins en Extreme Rules 2019. Por su parte, The Miz canjeó ambas veces ante McIntyre, primero en TLC: Tables, Ladders & Chairs 2020 y luego en Elimination Chamber 2021, siendo el primer canje invalidado como ya se mencionó. Por su lado, Priest canjeó ante McIntyre en WrestleMania XL, y McIntyre canjeó ante Priest en Money in the Bank 2024, siendo el canje del escocés fallido.

- Edge, John Cena, CM Punk, Alberto Del Río, Daniel Bryan, Randy Orton, Seth Rollins, Brock Lesnar, Drew McIntyre y Damian Priest son los únicos en haber tanto hecho como recibido canjes en la historia del maletín. A excepción de Priest, todos perdieron algún título cuando recibieron un canje, y únicamente dos de ellos -Cena y McIntyre- perdieron su canje al realizarlo.

- Hasta la fecha, todos los canjeos femeninos han sido satisfactorios, contando nueve ocasiones. Pero la racha más larga de canjeos exitosos la tiene el maletín masculino, con 10 ocasiones, entre 2006 y 2012.

- Solo ocho ganadores del maletín no fueron estadounidenses: Dos japonesas (Asuka y Iyo Sky), dos británicos (Nikki Cross y Drew McIntyre), un canadiense (Edge), un mexicano (Alberto Del Rio), un irlandés (Sheamus), un puertorriqueño (Damian Priest)